# Willem II in het seizoen 2011/12
Het seizoen 2011-2012 van Willem II was het 57ste seizoen van de Nederlandse betaaldvoetbalclub uit Tilburg sinds de invoering van het betaald voetbal in 1954. De club speelde door de degradatie in het voorgaande seizoen, toen het op de 18e plaats eindigde, in de Eerste divisie. Willem II nam ook deel aan de strijd om de KNVB Beker. Daarin werd de club in de tweede ronde uitgeschakeld door de amateurs van Harkemase Boys: 4-2. In de Jupiler League eindigen de Tricolores op de vijfde plaats. Via de play-offs werd echter alsnog promotie naar de Eredivisie afgedwongen.

## Seizoensverloop

### Personele wisselingen
Het seizoen 2011/2012 begon voor Willem II al in maart 2011, toen bekend werd dat het contract van de toenmalige technisch directeur – Henry van der Vegt – niet zou worden verlengd. De oud-speler van de Tilburgers vertrok samen met hoofdscout Pavel Koutcherov en scout Theo de Jong, omdat de club na de dramatisch verlopen jaren (zowel financieel als sportief) een nieuwe start wilden maken. Niet veel later werd bekend dat Marc van Hintum (ook een oud-speler van de club) hem zou opvolgen. Van Hintum begon zijn werkzaamheden per 1 april 2011, zodat hij ruim de tijd had voor het samenstellen van een nieuwe selectie. De eerste opdracht voor Van Hintum was het zoeken naar een nieuwe trainer, omdat Gert Heerkes zou vertrekken. Op 21 april 2011 maakten Van Hintum en Willem II bekend dat Jurgen Streppel een contract had getekend voor twee jaar met een optie op een derde jaar. Hij kwam over van Helmond Sport. Van Hintum verklaarde de keuze voor Streppel als volgt: "Bij Helmond Sport heeft Jurgen bewezen het team ieder seizoen beter te kunnen laten presteren. Dat wordt ook zijn opdracht bij Willem II waardoor op termijn terugkeer naar de Eredivisie wordt bewerkstelligd".
Daarnaast moest Willem II op zoek naar bijna een volledige selectie. De gehuurde spelers Dragan Jelič, Denis Halilović, David Střihavka, Jan-Arie van der Heijden, Andreas Landgren, Davino Verhulst en Maceo Rigters keren allen terug naar hun eigen club. De contracten van Josimar Lima en Niki Mäenpää liepen af en werden niet verlengd. Door de degradatie naar de Jupiler League kregen Andreas Lasnik, Juha Hakola, Veli Lampi, Harmen Kuperus, Rowin van Zaanen en Evgeniy Levchenko een transfervrije status en zij konden dus op zoek naar een nieuwe club. Ook het contract van doelman Vladan Kujović liep af. Hij ging in op de belangstelling van de Belgische club Club Brugge om tweede doelman te worden. Van Zaanen maakte geen gebruik van de optie en besloot langer bij Willem II te blijven.
Nadat uit financiële overweging een jaar geleden het beloftenelftal was opgedoekt, besloot Willem II met ingang van dit seizoen toch weer een beloftenelftal samen te stellen. Voor dit team werden al snel een aantal spelers gepresenteerd, onder wie Wout Weghorst, Stefan Wiegerink en Sanny Monteiro. Nadat al in een vroeg stadium bekend werd dat Jeffrey van Nuland zou overkomen van PSV, werd begin juni bekend dat Willem II zich versterkt had met twee andere spelers voor het eerste elftal: Donny de Groot (aanvaller van RKC Waalwijk) en Robbie Haemhouts (middenvelder van Helmond Sport). Daarna volgen nog onder andere Hans Mulder, Danny Schreurs en Danny Guijt.
Ook andere zaken veranderen bij Willem II. Marco Faber wordt aangesteld als nieuwe algemeen directeur. Hij volgde per 1 juli 2011 de interim-directeur Jan van Esch op. Faber werkte daarvoor bij bierbrouwer Bavaria. Volgens de nieuwe organisatiestructuur van Willem II wordt hij de enige bestuurder van de organisatie en draagt daarmee de verantwoordelijkheid voor de totale bedrijfsvoering van de club. Ook veranderd Willem II van kledingleverancier. Het contract met het Limburgse Masita loopt af. Het Italiaanse bedrijf Macron gaat de nieuwe tenues leveren.

### Voorbereiding
Juist vanwege de grote hoeveelheid nieuwe spelers die moest worden ingepast, begon de voorbereiding op het nieuwe seizoen al vroeg. Slechts vijf weken na afloop van het seizoen 2010/2011 begint de eerste training van seizoen 2011/2012. Op 20 juni 2011 – een week eerder dan oorspronkelijk gepland – start Streppel de voorbereiding. Dat doet Willem II echter zonder keeper. Pas na de eerste training wordt bekend dat de Belgische doelman David Meul overkomt van SC Cambuur. In de voorbereiding werken de Tricolores traditionele oefenwedstrijden af tegen een Diessense Selectie (13-0 winst), een Tilburgse Selectie (3-1 winst) en het Brabants Dagblad Klasbakkenelftal (8-0 winst). Na de eerste drie weken van de voorbereiding maakte Willem II bekend dat Junior Livramento en Gerson Sheotahul werden teruggezet naar het beloftenelftal. Zij mochten op zoek naar een andere club, daar ze niet meer in aanmerking kwamen voor een plek in de A-selectie. Ook Casper van Beers werd teruggezet, maar hij mocht niet vertrekken. Hij werd nog niet klaar geacht voor het grote werk. Een week later werd hij voor de rest van het seizoen verhuurd aan FC Dordrecht. Ondertussen versterkten de Tricolores zich met doelman Arjan Christianen en de grote verrassing was de terugkeer van oud-speler Joonas Kolkka. De Fin tekende een contract voor één jaar en kwam transfervrij over van aartsrivaal NAC Breda. In de week voor de eerste competitiewedstrijd wist Willem II zich ook te versterken met linksback Mitchell Piqué. De voorbereiding werd afgesloten met oefenwedstrijden tegen het Belgische Lommel United (3-0 winst) en tegen eredivisionist SBV Excelsior. Deze wedstrijd eindigde in 0-0.

### Seizoensopening
Willem II kwam ongeslagen uit de voorbereiding en bleek het klaar te zijn voor de seizoensouverture uit bij SC Veendam: deze wedstrijd werd met 1-3 gewonnen door doelpunten van Schreurs, Haemhouts en De Groot. Rondom de tweede competitiewedstrijd – en tevens eerste thuiswedstrijd van het seizoen – tegen Go Ahead Eagles, vierden de Tricolores hun 115-jarig bestaan. De feestelijkheden werden niet bekroond met een overwinning; Willem II en Go Ahead Eagles speelden met 1-1 gelijk. Daarna werd kansloos met 3-2 verloren op bezoek bij FC Dordrecht. De Tilburgers leken hun start gemist te hebben, omdat het verschil met koplopers FC Eindhoven en FC Zwolle al vijf punten werd. Daarna werden er – hoewel soms moeizaam – overwinningen behaald tegen MVV Maastricht (2-1), FC Emmen (2-0) en Telstar (3-2). Daardoor kwam de eerste periodetitel toch weer in zicht, omdat de Zwollenaren en Eindhovenaren punten lieten liggen.
In de KNVB Beker ging Willem II verrassend en zeer teleurstellend onderuit tegen het Friese Harkemase Boys. Vijf minuten voor het einde van de wedstrijd stond Willem II nog met 2-0 voor, maar door twee doelpunten in de blessuretijd dwongen de amateurs alsnog een verlenging af. Daarin scoorde de topklasser tweemaal en werd Willem II uitgeschakeld. Bovendien raakte topscorer Donny de Groot (4 doelpunten) geblesseerd aan zijn schouder. De eerstvolgende competitiewedstrijd op bezoek bij AGOVV Apeldoorn ging ook verloren (2-1), en daardoor kon Willem II geen periodekampioen meer worden. De eerste periode werd afgesloten met een thuiswedstrijd tegen Sparta Rotterdam. Dit spektakelstuk eindigde in een 2-1-overwinning, maar zal vooral herinnerd worden vanwege de vele opmerkelijke momenten. Arjan Swinkels werd 15 minuten lang op het veld behandeld uit angst voor nekletsel, een ambulance kwam het veld op om hem af te voeren, de grensrechter brak zijn vlag, het doelnet moest gerepareerd worden, trainer Streppel werd naar de tribune gestuurd en doelman David Meul stopte een strafschop van Spartaan Bokila.

### Start tweede periode
Na een korte pauze in verband met een interlandweekend, begon Willem II als nummer 3 van de Jupiler League aan de tweede periode. Als eerste stond de topper met nummer 2 FC Eindhoven op het programma. Willem II won deze wedstrijd op gelukkige wijze met 2-3 en versterkte daarmee de positie boven in de ranglijst. Hoewel tussendoor nog wel thuis werd gewonnen van FC Volendam (1-0), werd er in de volgende vier wedstrijden na Eindhoven-uit, liefst 3 keer verloren. Thuis tegen FC Den Bosch werd een forse 0-3 nederlaag geleden en ook werd er thuis verloren van Almere City FC. In Zwolle stond de belangrijke wedstrijd tegen koploper FC Zwolle op het programma. FC Zwolle won met 1-0 en vergrootte zo het gat met Willem II naar 11 punten (op dat moment). Ondertussen werden aanvaller Rangelo Janga en verdediger Giovanni Gravenbeek uit de selectie gezet. Jurgen Streppel noemde deze actie een persoonlijke nederlaag. Na een week keerde Gravenbeek terug bij het eerste elftal. Janga werd een gebrek aan topsportmentaliteit verweten, keerde niet terug in de selectie en werd vanaf de winterstop zelfs verhuurd aan SBV Excelsior.
De tweede periodetitel was buiten bereik. Ondanks een 0-7 overwinning bij de oude club van trainer Jurgen Streppel – Helmond Sport, en een overwinning tegen FC Oss was er veel kritiek van supporters én technische staf over het matige vertoonde spel in het eerste half jaar. Desondanks reisden de Tricolores met 800 supporters – een ongekend hoog aantal voor een wedstrijd in de Jupiler League – af naar Sittard. Het mocht niet baten want ook van de Limburgers werd verloren. De eerste wedstrijd van de derde periode en de laatste wedstrijd tegen de winterstop werd gelijkgespeeld tegen SC Cambuur. Na deze wederom teleurstellende wedstrijd stelde trainer Streppel dat er versterking nodig zou zijn in de winterstop om het voetbal te verbeteren. De volgende dag werd bekend dat Willem II per januari 2012 de beschikking heeft over Marc Höcher. De middenvelder / aanvaller werd in het seizoen 2010/2011 nog verkozen tot beste speler van de Jupiler League, als speler van Helmond Sport. Höcher werd voor een half jaar gehuurd, waarna hij een eenjarig contract tekent bij Willem II dat ingaat in de zomer van 2012.

### Start tweede seizoenshelft
Willem II begon de tweede seizoenshelft met een uitwedstrijd bij MVV Maastricht. Hoewel Willem II de meeste kansen kreeg, stond het binnen een half uur 3-0 voor MVV. In de tweede helft was Willem II niet in staat om de achterstand nog goed te maken, ondanks een grote hoeveelheid kansen. Daarop volgde een belangrijkste wedstrijd tegen nummer 2 FC Eindhoven. Ook in deze wedstrijd kreeg Willem II (met name in het laatste half uur) de meeste en de beste kansen. Ook deze wedstrijd werd niet gewonnen: het werd 1-1. Jeroen Lumu maakte de gelijkmaker voor Willem II en kroonde zich daarmee tot de allerjongste doelpuntenmaker van Willem II ooit. Hij nam dat record over van oud-international Wim Hofkens. Vijf dagen eerder had hij ook al een record van Hofkens overgenomen, namelijk dat van allerjongste debutant ooit. Hij was bij de wedstrijd tegen MVV 16 jaar en 234 dagen oud.
De derde wedstrijd van 2012 was wederom een derby. De Tricolores gingen op bezoek bij FC Den Bosch. Trainer Streppel constateerde opnieuw dat hij vooruitgang zag in het spel van Willem II en dat de club de wedstrijd had moeten winnen op basis van het aantal kansen. Dit gebeurde niet. In de laatste minuut werd een overtreding van Jeffrey van Nuland door scheidsrechter Jack van Hulten bestraft met een strafschop. Paco van Moorsel faalde niet en bezorgde FC Den Bosch daarmee een 1-0-overwinning.
In de transferperiode was Willem II behoorlijk actief. Het legde een aantal aanvallers vast: Istvan Bakx kwam transfervrij over van KRC Genk, Jens Podevijn kwam van Eendracht Aalst en Genaro Snijders werd gehuurd van SBV Vitesse. Laatstgenoemde liep op zijn tweede training een zware knieblessure op en kon het lopende seizoen niet meer in actie komen voor Willem II. Ook verdediger Ruud van der Rijt kwam over. In eerste instantie kwam hij niet door de medische keuring, omdat zijn achillespeesblessure ernstiger was dan dat zijn club FC Eindhoven deed voorkomen. Willem II deed een nieuw, lager bod en Van der Rijt maakte alsnog de overstap. Daar tegenover stond de verhuur van Lars Hutten (aan SC Veendam), Rowin van Zaanen en Danny Schreurs (beiden aan Fortuna Sittard).

### Winterdepressie
Het vervolg van de derde periode is allerminst een succes voor de Tilburgers. In de eerste zes wedstrijden van 2012 worden slechts vijf punten behaald, en daarmee eindigt Willem II als nummer 13. In de laatste wedstrijd van de derde periode wordt met 2-1 verloren van Sparta Rotterdam, dat daardoor ongeslagen periodekampioen wordt. Onder aanvoering van de nieuwe spelmaker Marc Höcher werd er na de winterstop wel beter gevoetbald, maar pas in de uitwedstrijd tegen FC Volendam levert dat een overwinning op. In die wedstrijd maakte de jonge aanvaller Virgil Misidjan de winnende treffer. Het is de eerste overwinning van de Tricolores in meer dan 2 maanden. Diezelfde Misidjan tekende niet veel later zijn eerste profcontract bij Willem II. Vanaf 1 juli 2012 ligt hij voor drie jaar onder contract.

### Laatste periode
De eerste wedstrijd van de vierde periode wordt met ruime cijfers gewonnen. Thuis verslaat Willem II FC Emmen met 5-0. Het goede spel van de laatste wedstrijd kunnen de Tricolores niet voortzetten, want de inhaalwedstrijd op bezoek bij Telstar wordt met 1-0 verloren door een doelpunt van Cerilio Cijntje, die aan het begin van het seizoen werd weggestuurd bij het beloftenteam van Willem II. Daarna zet Willem II een uitstekende reeks neer van negen wedstrijden ongeslagen. Omdat de Tilburgers van die wedstrijden er ook drie gelijkspelen (tegen FC Oss, FC Dordrecht en Fortuna Sittard), gaat de laatste periodetitel aan hun neus voorbij: Helmond Sport wordt de vierde periodekampioen. Er wordt gewonnen op bezoek bij SC Cambuur en thuis wordt kampioen FC Zwolle simpel met 3-1 opzij gezet. Door de goede eindspurt eindigt Willem II op de vijfde plaats en plaatst zich zo voor de halve finales van de play-offs om promotie en degradatie. Daarin is Sparta Rotterdam de tegenstander. In Tilburg wordt op een kletsnat veld met 2-1 gewonnen. Uit wordt met 1-1 gelijk gespeeld en zo plaatst Willem II zich voor de finale van de play-offs om promotie en degradatie. Daarin is streekgenoot FC Den Bosch de tegenstander, dat De Graafschap tot degradatie had veroordeeld. De eerste wedstrijd in Den Bosch eindigt doelpuntloos en dus moest de beslissing vallen in Tilburg. Op 20 mei 2012 wordt in een uitverkocht Koning Willem II Stadion met 2-1 gewonnen door een doelpunt van Marc Höcher en een late treffer van invaller Jens Podevijn. Ondertussen was de wedstrijd twintig minuten stilgelegd geweest omdat er uit het uitvak koelkasten, vuurwerk, stoeltjes en andere materialen op het veld werden gegooid. Later die avond wordt het team op de Heuvel door ruim vijfduizend supporters, onder leiding van Frank Evenblij en Jeroen Latijnhouwers gehuldigd.
De laatste periode is ook de periode van de definitieve doorbraak van de 18-jarige Virgil Misidjan. De rechtsbuiten verovert een basisplaats en scoort uiteindelijk zes keer in de Jupiler League. Vlak voor het einde van de competitie vertrekt Joonas Kolkka per direct naar de Verenigde Staten. De Fin – die op amateurbasis bij Willem II speelde – ging voetballen bij Texas Dutch Lions, de club van oud-Willem II-trainer Robert Maaskant. De uit beeld geraakte Stephan Keller werd teruggezet naar het beloftenteam. Ook werd bekend dat aanvoerder en clubheld Arjan Swinkels na acht jaar transfervrij vertrekt bij Willem II. Hij tekende een contract voor twee jaar bij de Belgische eersteklasser Lierse SK.

## Transferoverzicht

### Vertrokken
|                     | Naam                     | Wed.                    | Doelp.                  | Naar?                                                  |                         |
|                     | Transfervrij vertrokken  | Transfervrij vertrokken | Transfervrij vertrokken | Transfervrij vertrokken                                | Transfervrij vertrokken |
| ------------------- | ------------------------ | ----------------------- | ----------------------- | ------------------------------------------------------ | ----------------------- |
| Vlag van Servië     | Vladan Kujović           | 8                       | 0                       | Club Brugge                                            |                         |
| Vlag van België     | Davino Verhulst          | 14                      | 0                       | Sint-Truidense VV, was gehuurd van KRC Genk            |                         |
| Vlag van Nederland  | Harmen Kuperus           | 0                       | 0                       | FC Emmen                                               |                         |
| Vlag van Finland    | Veli Lampi               | 28                      | 0                       | Arsenal Kiev                                           |                         |
| Vlag van Finland    | Juha Hakola              | 17                      | 3                       | Ferencvárosi TC                                        |                         |
| Vlag van Oekraïne   | Evgeniy Levchenko        | 19                      | 3                       | Adelaide United                                        |                         |
| Vlag van Tsjechië   | David Střihavka          | 11                      | 0                       | MŠK Žilina, was gehuurd van FC Viktoria Pilsen         |                         |
| Vlag van Nederland  | Maceo Rigters            | 28                      | 5                       | Gold Coast United FC, was gehuurd van Blackburn Rovers |                         |
| Vlag van Duitsland  | Gerrit Pressel           | 6                       | 0                       | Hamburger SV, was gehuurd                              |                         |
| Vlag van Nederland  | Jan-Arie van der Heijden | 58                      | 3                       | Vitesse, was gehuurd van AFC Ajax                      |                         |
| Vlag van Slovenië   | Dragan Jelič             | 5                       | 0                       | NK Maribor, was gehuurd                                |                         |
| Vlag van Nederland  | Jasper Waalkens          | 12                      | 0                       | FC Eindhoven, was verhuurd aan Helmond Sport           |                         |
| Vlag van Oostenrijk | Andreas Lasnik           | 33                      | 9                       | NAC Breda                                              |                         |
| Vlag van Zweden     | Andreas Landgren         | 13                      | 2                       | Fredrikstad FK, was gehuurd van Udinese Calcio         |                         |
| Vlag van Slovenië   | Denis Halilović          | 16                      | 1                       | CSKA Sofia, was gehuurd van FK Saturn                  |                         |
| Vlag van Kaapverdië | Josimar Lima             | 3                       | 0                       | FC Dordrecht                                           |                         |
| Vlag van België     | Bart Biemans             | 69                      | 6                       | Roda JC                                                |                         |
| Vlag van Finland    | Niki Mäenpää             | 18                      | 0                       | AZ                                                     |                         |
| Vlag van Finland    | Joonas Kolkka            | 81                      | 17                      | Texas Dutch Lions (per april 2012)                     |                         |
|                     | Verhuurd                 |                         |                         |                                                        |                         |
| Vlag van Nederland  | Casper van Beers         | 0                       | 0                       | FC Dordrecht                                           |                         |
| Vlag van Nederland  | Gerson Sheotahul         | 37                      | 3                       | Telstar                                                |                         |
| Vlag van Nederland  | Junior Livramento        | 22                      | 0                       | AGOVV Apeldoorn                                        |                         |
| Vlag van Nederland  | Rangelo Janga            | 24                      | 3                       | SBV Excelsior (per 1 januari 2012)                     |                         |
| Vlag van Nederland  | Lars Hutten              | 18                      | 0                       | SC Veendam (per 1 januari 2012)                        |                         |
| Vlag van Nederland  | Rowin van Zaanen         | 30                      | 3                       | Fortuna Sittard (per januari 2012)                     |                         |
| Vlag van Nederland  | Danny Schreurs           | 16                      | 5                       | Fortuna Sittard (per januari 2012)                     |                         |
|                     | Verkocht                 |                         |                         |                                                        |                         |

### Aangetrokken
|                                                              | Naam                     | Vorige club                                |         |         |         |
|                                                              | Gekocht                  | Gekocht                                    | Gekocht | Gekocht | Gekocht |
| ------------------------------------------------------------ | ------------------------ | ------------------------------------------ | ------- | ------- | ------- |
| Vlag van Nederland                                           | Ruud van der Rijt        | FC Eindhoven (per januari 2012)            |         |         |         |
| Vlag van België                                              | Jens Podevijn            | VC Eendracht Aalst 2002 (per januari 2012) |         |         |         |
|                                                              | Transfervrij overgenomen |                                            |         |         |         |
| Vlag van Nederland                                           | Jeffrey van Nuland       | PSV                                        |         |         |         |
| Vlag van Nederland                                           | Donny de Groot           | RKC Waalwijk                               |         |         |         |
| Vlag van Nederland                                           | Hans Mulder              | RKC Waalwijk                               |         |         |         |
| Vlag van Nederland                                           | Danny Guijt              | SC Cambuur                                 |         |         |         |
| Vlag van België                                              | David Meul               | SC Cambuur                                 |         |         |         |
| Vlag van Nederland                                           | Danny Schreurs           | FC Zwolle                                  |         |         |         |
| Vlag van België                                              | Robbie Haemhouts         | Helmond Sport                              |         |         |         |
| Vlag van Zwitserland                                         | Stephan Keller           | Sydney FC                                  |         |         |         |
| Vlag van Nederland                                           | Arjan Christianen        | RBC Roosendaal                             |         |         |         |
| Vlag van Finland                                             | Joonas Kolkka            | NAC Breda                                  |         |         |         |
| Vlag van Nederland                                           | Mitchell Piqué           | ADO Den Haag                               |         |         |         |
| Vlag van Nederland                                           | Istvan Bakx              | KRC Genk (per januari 2012)                |         |         |         |
|                                                              | Keert terug van verhuur  |                                            |         |         |         |
| Vlag van Nederland · Vlag van Portugal · Vlag van Kaapverdië | Junior Livramento        | RBC Roosendaal                             |         |         |         |
|                                                              | Eigen jeugd              |                                            |         |         |         |
| Vlag van Nederland                                           | Casper van Beers         |                                            |         |         |         |
| Vlag van België                                              | Ryan Sanusi              |                                            |         |         |         |
| Vlag van Marokko                                             | Sofian Akouili           |                                            |         |         |         |
| Vlag van Nederland                                           | Jeroen Lumu              |                                            |         |         |         |
| Vlag van Nederland                                           | Virgil Misidjan          |                                            |         |         |         |
|                                                              | Gehuurd                  |                                            |         |         |         |
| Vlag van Nederland                                           | Genaro Snijders          | SBV Vitesse (per januari 2012)             |         |         |         |
| Vlag van Nederland                                           | Marc Höcher              | ADO Den Haag (per 1 januari 2012)          |         |         |         |

## Eerste elftal

### Selectie
| Nr. |                                          | Naam                  | Competitie, dit seizoen | Competitie, dit seizoen | Totaal Competitie Willem II | Totaal Competitie Willem II | Seizoen  | Vorige club             | Competitiedebuut  | Opmerkingen                                   |          |          |          |          |          |          |
| Nr. | W                                        | Naam                  |                         | W                       |                             |                             | Seizoen  | Vorige club             | Competitiedebuut  | Opmerkingen                                   |          |          |          |          |          |          |
|     |                                          | Selectie              | Selectie                | Selectie                | Selectie                    | Selectie                    | Selectie | Selectie                | Selectie          | Selectie                                      | Selectie | Selectie | Selectie | Selectie | Selectie | Selectie |
|     |                                          | Keepers               | Keepers                 | Keepers                 | Keepers                     | Keepers                     | Keepers  | Keepers                 | Keepers           | Keepers                                       | Keepers  | Keepers  | Keepers  | Keepers  | Keepers  | Keepers  |
| --- | ---------------------------------------- | --------------------- | ----------------------- | ----------------------- | --------------------------- | --------------------------- | -------- | ----------------------- | ----------------- | --------------------------------------------- | -------- | -------- | -------- | -------- | -------- | -------- |
| 1   | Vlag van België                          | David Meul            | 34                      | 0                       | 34                          | 0                           | 1e       | SC Cambuur              | 5 augustus 2011   |                                               |          |          |          |          |          |          |
| 21  | Vlag van Nederland                       | Arjan Christianen     | 0                       | 0                       | 0                           | 0                           | 1e       | RBC Roosendaal          | n.n.g.            |                                               |          |          |          |          |          |          |
|     |                                          | Verdedigers           |                         |                         |                             |                             |          |                         |                   |                                               |          |          |          |          |          |          |
| 2   | Vlag van Nederland                       | Giovanni Gravenbeek   | 14                      | 0                       | 33                          | 0                           | 2e       | Vitesse                 | 24 oktober 2010   |                                               |          |          |          |          |          |          |
| 3   | Vlag van Zwitserland                     | Stephan Keller        | 18                      | 1                       | 18                          | 1                           | 1e       | Sydney FC               | 5 augustus 2011   |                                               |          |          |          |          |          |          |
| 4   | Vlag van Nederland                       | Arjan Swinkels        | 33                      | 6                       | 158                         | 13                          | 8e       | Jeugdopl. Willem II     | 2 maart 2005      |                                               |          |          |          |          |          |          |
| 5   | Vlag van Nederland · Vlag van Kaapverdië | Marlon Pereira Freire | 27                      | 0                       | 81                          | 1                           | 3e       | Jeugdopl. Willem II     | 1 augustus 2009   |                                               |          |          |          |          |          |          |
| 16  | Vlag van Nederland                       | Jeffrey van Nuland    | 9                       | 1                       | 9                           | 1                           | 1e       | PSV                     | 30 september 2011 |                                               |          |          |          |          |          |          |
| 18  | Vlag van Marokko                         | Sofian Akouili        | 11                      | 0                       | 11                          | 0                           | 1e       | Jeugdopl. Willem II     | 18 november 2011  |                                               |          |          |          |          |          |          |
| 25  | Vlag van Nederland                       | Mitchell Piqué        | 33                      | 1                       | 33                          | 1                           | 1e       | ADO Den Haag            | 5 augustus 2011   |                                               |          |          |          |          |          |          |
| 26  | Vlag van Nederland                       | Ruud van der Rijt     | 10                      | 0                       | 10                          | 0                           | 1e       | FC Eindhoven            | 2 maart 2012      | Per januari 2012                              |          |          |          |          |          |          |
|     |                                          | Middenvelders         |                         |                         |                             |                             |          |                         |                   |                                               |          |          |          |          |          |          |
| 6   | Vlag van Nederland                       | Hans Mulder           | 30                      | 2                       | 30                          | 2                           | 1e       | RKC Waalwijk            | 5 augustus 2011   |                                               |          |          |          |          |          |          |
| 7   | Vlag van België                          | Robbie Haemhouts      | 32                      | 5                       | 32                          | 5                           | 1e       | Helmond Sport           | 5 augustus 2011   |                                               |          |          |          |          |          |          |
| 8   | Vlag van Nederland                       | Danny Guijt           | 27                      | 7                       | 27                          | 7                           | 1e       | SC Cambuur              | 5 augustus 2011   |                                               |          |          |          |          |          |          |
| 10  | Vlag van Nederland                       | Marc Höcher           | 16                      | 4                       | 16                          | 4                           | 1e       | ADO Den Haag            | 16 januari 2012   | Per 1 januari 2012 gehuurd van ADO Den Haag   |          |          |          |          |          |          |
| 12  | Vlag van Nederland                       | Ricardo Ippel         | 2                       | 0                       | 17                          | 0                           | 2e       | Jeugdopl. Willem II     | 11 september 2010 |                                               |          |          |          |          |          |          |
| 15  | Vlag van Nederland                       | Niek Vossebelt        | 24                      | 2                       | 42                          | 2                           | 2e       | FC Zwolle               | 7 augustus 2010   |                                               |          |          |          |          |          |          |
| 20  | Vlag van Nederland                       | Lars Hutten           | 0                       | 0                       | 19                          | 0                           | 2e       | PSV                     | 7 augustus 2010   | Per 1 januari 2012 verhuurd aan SC Veendam    |          |          |          |          |          |          |
| 24  | Vlag van België                          | Ryan Sanusi           | 14                      | 1                       | 14                          | 1                           | 1e       | Jeugdopl. Willem II     | 23 september 2011 |                                               |          |          |          |          |          |          |
|     |                                          | Aanvallers            |                         |                         |                             |                             |          |                         |                   |                                               |          |          |          |          |          |          |
| 9   | Vlag van Nederland                       | Donny de Groot        | 32                      | 14                      | 32                          | 14                          | 1e       | RKC Waalwijk            | 5 augustus 2011   |                                               |          |          |          |          |          |          |
| 10  | Vlag van Nederland                       | Danny Schreurs        | 16                      | 5                       | 16                          | 5                           | 1e       | FC Zwolle               | 5 augustus 2011   | Per januari 2012 verhuurd aan Fortuna Sittard |          |          |          |          |          |          |
| 11  | Vlag van Polen                           | Paweł Wojciechowski   | 19                      | 2                       | 19                          | 2                           | 2e       | sc Heerenveen           | 5 augustus 2011   |                                               |          |          |          |          |          |          |
| 14  | Vlag van Finland                         | Joonas Kolkka         | 13                      | 1                       | 81                          | 17                          | 4e       | NAC Breda               | 9 februari 1996   |                                               |          |          |          |          |          |          |
| 17  | Vlag van Nederland                       | Rowin van Zaanen      | 11                      | 2                       | 30                          | 3                           | 2e       | FC Volendam             | 7 augustus 2010   | Per januari 2012 verhuurd aan Fortuna Sittard |          |          |          |          |          |          |
| 17  | Vlag van Nederland                       | Jeroen Lumu           | 8                       | 1                       | 8                           | 1                           | 1e       | Jeugdopl. Willem II     | 16 januari 2012   |                                               |          |          |          |          |          |          |
| 19  | Vlag van Nederland                       | Rangelo Janga         | 6                       | 1                       | 24                          | 3                           | 2e       | Jeugdopl. Willem II     | 26 september 2010 | Per 1 januari 2012 verhuurd aan Excelsior     |          |          |          |          |          |          |
| 20  | Vlag van Nederland                       | Genaro Snijders       | 0                       | 0                       | 0                           | 0                           | 1e       | Vitesse                 | n.n.g.            | Per januari 2012 gehuurd van Vitesse          |          |          |          |          |          |          |
| 22  | Vlag van België                          | Jens Podevijn         | 8                       | 1                       | 8                           | 1                           | 1e       | VC Eendracht Aalst 2002 | 13 februari 2012  | Per januari 2012                              |          |          |          |          |          |          |
| 23  | Vlag van Nederland                       | Virgil Misidjan       | 14                      | 6                       | 14                          | 6                           | 1e       | Jeugdopl. Willem II     | 29 januari 2012   |                                               |          |          |          |          |          |          |
| 28  | Vlag van Nederland                       | Istvan Bakx           | 9                       | 3                       | 9                           | 3                           | 1e       | KRC Genk                | 13 februari 2012  | Per januari 2012                              |          |          |          |          |          |          |

cursief = tijdens het seizoen (tijdelijk) vertrokken

### Staf
|                    | Naam                | Functie                               |
| ------------------ | ------------------- | ------------------------------------- |
| Vlag van Nederland | Jurgen Streppel     | Hoofdtrainer                          |
| Vlag van Nederland | John Feskens        | 1e assistent-trainer                  |
| Vlag van Nederland | Raymond Vissers     | 2e assistent-trainer / keeperstrainer |
| Vlag van Nederland | Dirk Jan Derksen    | spitstrainer                          |
| Vlag van Nederland | Jan Vioen           | Clubarts                              |
| Vlag van Nederland | Henri van Amelsfort | Verzorger                             |
| Vlag van Nederland | Raymond de Jong     | Fysiotherapeut                        |
| Vlag van Nederland | Frank de Brouwer    | Teammanager                           |
| Vlag van Nederland | Marc van Hintum     | Technisch directeur                   |

## Beloftenelftal
Sinds het seizoen 2011/2012 keert bij Willem II het belofte-elftal terug. Na afloop van het seizoen 2009/2010, toen Willem II op de rand van het faillissement stond, werd Jong Willem II wegbezuinigd. Een jaar later werd besloten opnieuw een tweede elftal te vormen, omdat bleek dat de stap van de Regionale Jeugdopleiding Willem II/RKC naar het eerste elftal nog te groot was. Jong Willem II keerde terug per 2011/2012 ten faveure van het vrouwenelftal. In mei organiseerden de Tricolores een aantal testwedstrijden om potentiële spelers aan het werk te zien. Daarna werd een besluit genomen over de samenstelling van het team. Onder andere enkele oud-spelers uit de jeugdopleiding keerden terug, zoals Bas van Loon en Stefan Wiegerink.
De selectie:

| Naam speler (vorige club)          | Naam speler (vorige club)           |
| ---------------------------------- | ----------------------------------- |
| Kenny Anderson (RJO Willem II/RKC) | Theo Martens (WSJ)                  |
| Tiago Da Silva Faria (VV Baronie)  | Sanny Monteiro (VV Zwaluwen)        |
| Jordi van Gelderen (SV Argon)      | Jos Peltzer (RJO Willem II/RKC)     |
| Danilo de Jong (Hoogstraten VV)    | Justin Ruijter (FC Utrecht)         |
| Dylan Jonkers (VV DESK)            | Ryan Sanusi (RJO Willem II/RKC)     |
| Sofian Akouili (SC Heerenveen)     | Wout Weghorst (DETO)                |
| Can Kiran (VV Terneuzen)           | Stefan Wiegerink (VV Baronie)       |
| Bas van Loon (VV Baronie)          | Kelle Roos (PSV)                    |
| Hans Denissen (FC Emmen)           | Adikalie Kamara (RJO Willem II/RKC) |
| Marko Kolsi (Geen Club)            | Virgil Misidjan (RJO Willem II/RKC) |

Trainer: Clemens Bastiaansen

## Wedstrijden

### Oefenwedstrijden

#### Voorbereiding
| 25 juni 2011, 19u00                                                           | Diessense selectie | 0-13 (0-6) | Willem II | Opstelling Diessense selectie | Opstelling Willem II |
| Stadion: Sportpark Alsie (RKDSV), Diessen Toeschouwers: 1.500 Scheidsrechter: |                    |            | 0-1 en 0-3 Sanusi '10 en '24 • 0-2 en 0-5 Sheotahul '20 en '42 • 0-4 Pereira '34 • 0-6 Gravenbeek '44 • 0-7 Haemhouts '46 • 0-8, 0-11 en 0-12 Wojciechowski '52, '83 en '86 • 0-9 Guijt '65 • 0-10 Janga '66 • 0-13 Mulder '90 |                               | De Zwart (Roos/46), Gravenbeek (Huijben/46), Van Nuland (Swinkels/46), Van Beers, Pereira (Livramento/46), Vossebelt (Mulder/46), Ippel (Haemhouts/46), Sanusi (Guijt/46), Schreurs (Hutten/46), De Groot (Janga/46), Sheotahul (Wojciechowski/46) |
| Stadion: Sportpark Alsie (RKDSV), Diessen Toeschouwers: 1.500 Scheidsrechter: |                    |            | |                               | De Zwart (Roos/46), Gravenbeek (Huijben/46), Van Nuland (Swinkels/46), Van Beers, Pereira (Livramento/46), Vossebelt (Mulder/46), Ippel (Haemhouts/46), Sanusi (Guijt/46), Schreurs (Hutten/46), De Groot (Janga/46), Sheotahul (Wojciechowski/46) |
| Stadion: Sportpark Alsie (RKDSV), Diessen Toeschouwers: 1.500 Scheidsrechter: |                    |            | |                               | De Zwart (Roos/46), Gravenbeek (Huijben/46), Van Nuland (Swinkels/46), Van Beers, Pereira (Livramento/46), Vossebelt (Mulder/46), Ippel (Haemhouts/46), Sanusi (Guijt/46), Schreurs (Hutten/46), De Groot (Janga/46), Sheotahul (Wojciechowski/46) |
|                                                                               |                    |            | |                               | |

| 2 juli 2011, 19u00                                                                                   | Tilburgse selectie      | 1-3 (0-0) | Willem II                                                     | Opstelling Tilburgse selectie | Opstelling Willem II |
| Stadion: Sportpark D'n Haaikaant (VV ZIGO), Tilburg Toeschouwers: 1.200 Scheidsrechter: Peter Govers | '76/pen Bram Somers 1-2 |           | 0-1 Lars Hutten '61 0-2 Rangelo Janga '67 1-3 Danny Guijt '77 |                               | De Zwart (Meul/46), Ippel (Gravenbeek/46), Sapir (Van Nuland/46), Swinkels (Huijben/46), Van Beers (Livramento/46), Vossebelt (Guijt/46), Mulder (Hutten/46), Haemhouts (Pereira/46), Wojciechowski (Schreurs/46, Sanusi/81), De Groot (Janga/46), Sanusi (Sheotahul/46) |
| Stadion: Sportpark D'n Haaikaant (VV ZIGO), Tilburg Toeschouwers: 1.200 Scheidsrechter: Peter Govers |                         |           |                                                               |                               | De Zwart (Meul/46), Ippel (Gravenbeek/46), Sapir (Van Nuland/46), Swinkels (Huijben/46), Van Beers (Livramento/46), Vossebelt (Guijt/46), Mulder (Hutten/46), Haemhouts (Pereira/46), Wojciechowski (Schreurs/46, Sanusi/81), De Groot (Janga/46), Sanusi (Sheotahul/46) |
| Stadion: Sportpark D'n Haaikaant (VV ZIGO), Tilburg Toeschouwers: 1.200 Scheidsrechter: Peter Govers |                         |           |                                                               |                               | De Zwart (Meul/46), Ippel (Gravenbeek/46), Sapir (Van Nuland/46), Swinkels (Huijben/46), Van Beers (Livramento/46), Vossebelt (Guijt/46), Mulder (Hutten/46), Haemhouts (Pereira/46), Wojciechowski (Schreurs/46, Sanusi/81), De Groot (Janga/46), Sanusi (Sheotahul/46) |
| |                         |           |                                                               |                               | |

| 9 juli 2011, 14u30                                                  | Willem II | 8-0 (5-0) | Brabants Dagblad Klasbakkenteam | Opstelling Willem II | Opstelling Brabants Dagblad Klasbakkenteam |
| Stadion: Sportpark T.S.V. LONGA Toeschouwers: 1.000 Scheidsrechter: | '8 Donny de Groot 1-0 '15 Paweł Wojciechowski 2-0 '18 Paweł Wojciechowski 3-0 '38 Robbie Haemhouts 4-0 '45 Danny Schreurs 5-0 '48 Donny de Groot 6-0 '51 Donny de Groot 7-0 '72 Giovanni Gravenbeek 8-0 |           |                                 | Meul (Christianen/46), Gravenbeek, Keller (Van Nuland/46), Swinkels (Huijben/61), Pereira (Vossebelt/61), Mulder (Pinas/54), Haemhouts, Guijt (Hutten/61), Schreurs (Van Zaanen/46), De Groot (Janga/61), Wojciechowski (Sanusi/54) |                                            |
| Stadion: Sportpark T.S.V. LONGA Toeschouwers: 1.000 Scheidsrechter: | |           |                                 | Meul (Christianen/46), Gravenbeek, Keller (Van Nuland/46), Swinkels (Huijben/61), Pereira (Vossebelt/61), Mulder (Pinas/54), Haemhouts, Guijt (Hutten/61), Schreurs (Van Zaanen/46), De Groot (Janga/61), Wojciechowski (Sanusi/54) |                                            |
| Stadion: Sportpark T.S.V. LONGA Toeschouwers: 1.000 Scheidsrechter: | |           |                                 | Meul (Christianen/46), Gravenbeek, Keller (Van Nuland/46), Swinkels (Huijben/61), Pereira (Vossebelt/61), Mulder (Pinas/54), Haemhouts, Guijt (Hutten/61), Schreurs (Van Zaanen/46), De Groot (Janga/61), Wojciechowski (Sanusi/54) |                                            |
|                                                                     | |           |                                 | |                                            |

| 15 juli 2011, 19u00                                                   | VfL Osnabrück        | 1-1 (0-0) | Willem II                | Opstelling VfL Osnabrück | Opstelling Willem II |  |
| Stadion: osnatel Arena, Osnabrück Toeschouwers: 2.000 Scheidsrechter: | '76 Niels Hansen 1-1 |           | 0-1 Rowin van Zaanen '70 | Riemann, Riedel, Costa, Mauersberger, Salger, Kampl, Glockner, Fischer, Gardawski, Idabdelhay (Wegkamp/60), Hansen (John/79) | Meul (Christianen/46), Gravenbeek (Pereira/46), Keller (Pinas/70), Swinkels, Van Nuland, Mulder, Haemhouts (Sanusi/86), Ippel (Vossebelt/63), Guijt, De Groot (Janga/77), Wojciechowski (Van Zaanen/46) |  |
| Stadion: osnatel Arena, Osnabrück Toeschouwers: 2.000 Scheidsrechter: |                      |           |                          | Riemann, Riedel, Costa, Mauersberger, Salger, Kampl, Glockner, Fischer, Gardawski, Idabdelhay (Wegkamp/60), Hansen (John/79) | Meul (Christianen/46), Gravenbeek (Pereira/46), Keller (Pinas/70), Swinkels, Van Nuland, Mulder, Haemhouts (Sanusi/86), Ippel (Vossebelt/63), Guijt, De Groot (Janga/77), Wojciechowski (Van Zaanen/46) |  |
| Stadion: osnatel Arena, Osnabrück Toeschouwers: 2.000 Scheidsrechter: |                      |           |                          | Riemann, Riedel, Costa, Mauersberger, Salger, Kampl, Glockner, Fischer, Gardawski, Idabdelhay (Wegkamp/60), Hansen (John/79) | Meul (Christianen/46), Gravenbeek (Pereira/46), Keller (Pinas/70), Swinkels, Van Nuland, Mulder, Haemhouts (Sanusi/86), Ippel (Vossebelt/63), Guijt, De Groot (Janga/77), Wojciechowski (Van Zaanen/46) |  |
|                                                                       |                      |           |                          | | |  |

| 20 juli 2011, 19u00                                                                          | Fortuna Sittard         | 1-2 (1-0) | Willem II                                              | Opstelling Fortuna Sittard | Opstelling Willem II |  |
| Stadion: Sportpark "Krekelzank" (F.C.R.I.A.), Nieuwstadt Toeschouwers: 2.000 Scheidsrechter: | '41 Timothy Dreesen 1-0 |           | 1-1 Paweł Wojciechowski '51/pen 1-2 Donny de Groot '70 | Wintjens, Wagemakers (Geenen/73), Ricksen, Dreesen, Shakison (Schroyen/60), De Boer, Voorn, Trstena (Nieuwland/60), Scheelen (Gulpen/60), Gommans, Diaz | Meul, Gravenbeek, Keller, Swinkels, Van Nuland (Van Zaanen/60), Guijt, Pereira (Vossebelt/46), Haemhouts, Schreurs (Hutten/75, Schreurs/85), De Groot (Janga/75), Wojciechowski (Sanusi/63) |  |
| Stadion: Sportpark "Krekelzank" (F.C.R.I.A.), Nieuwstadt Toeschouwers: 2.000 Scheidsrechter: |                         |           |                                                        | Wintjens, Wagemakers (Geenen/73), Ricksen, Dreesen, Shakison (Schroyen/60), De Boer, Voorn, Trstena (Nieuwland/60), Scheelen (Gulpen/60), Gommans, Diaz | Meul, Gravenbeek, Keller, Swinkels, Van Nuland (Van Zaanen/60), Guijt, Pereira (Vossebelt/46), Haemhouts, Schreurs (Hutten/75, Schreurs/85), De Groot (Janga/75), Wojciechowski (Sanusi/63) |  |
| Stadion: Sportpark "Krekelzank" (F.C.R.I.A.), Nieuwstadt Toeschouwers: 2.000 Scheidsrechter: |                         |           |                                                        | Wintjens, Wagemakers (Geenen/73), Ricksen, Dreesen, Shakison (Schroyen/60), De Boer, Voorn, Trstena (Nieuwland/60), Scheelen (Gulpen/60), Gommans, Diaz | Meul, Gravenbeek, Keller, Swinkels, Van Nuland (Van Zaanen/60), Guijt, Pereira (Vossebelt/46), Haemhouts, Schreurs (Hutten/75, Schreurs/85), De Groot (Janga/75), Wojciechowski (Sanusi/63) |  |
|                                                                                              |                         |           |                                                        | | |  |

| 23 juli 2011, 19u00                                                   | Lommel United | 0-3 (0-2) | Willem II                                                                | Opstelling Lommel United | Opstelling Willem II |  |
| Stadion: Sportpark Alsie, Diessen Toeschouwers: 1.000 Scheidsrechter: |               |           | 0-1 Paweł Wojciechowski '34 0-2 Stephan Keller '37 0-3 Rangelo Janga '85 | Thoelen, Lenaerts, Thijs, S. Vanaken (De Koninck/46), Goossens, Delande (Colinet/60), Van Mierlo (Van den Putte/60), Debauve (Kacik/60), Brouwers, H. Vanaken, Meeus (Ziriouhi/60) | Meul (Christianen/70), Gravenbeek, Keller, Swinkels, Metaj (Pereira/70), Guijt (Sanusi/80), Schreurs (Van Zaanen/65), Vossebelt , Haemhouts, De Groot (Janga/80), Wojciechowski (Kolkka/61) |  |
| Stadion: Sportpark Alsie, Diessen Toeschouwers: 1.000 Scheidsrechter: |               |           |                                                                          | Thoelen, Lenaerts, Thijs, S. Vanaken (De Koninck/46), Goossens, Delande (Colinet/60), Van Mierlo (Van den Putte/60), Debauve (Kacik/60), Brouwers, H. Vanaken, Meeus (Ziriouhi/60) | Meul (Christianen/70), Gravenbeek, Keller, Swinkels, Metaj (Pereira/70), Guijt (Sanusi/80), Schreurs (Van Zaanen/65), Vossebelt , Haemhouts, De Groot (Janga/80), Wojciechowski (Kolkka/61) |  |
| Stadion: Sportpark Alsie, Diessen Toeschouwers: 1.000 Scheidsrechter: |               |           |                                                                          | Thoelen, Lenaerts, Thijs, S. Vanaken (De Koninck/46), Goossens, Delande (Colinet/60), Van Mierlo (Van den Putte/60), Debauve (Kacik/60), Brouwers, H. Vanaken, Meeus (Ziriouhi/60) | Meul (Christianen/70), Gravenbeek, Keller, Swinkels, Metaj (Pereira/70), Guijt (Sanusi/80), Schreurs (Van Zaanen/65), Vossebelt , Haemhouts, De Groot (Janga/80), Wojciechowski (Kolkka/61) |  |
|                                                                       |               |           |                                                                          | | |  |

| 29 juli 2011, 19u30                                                                            | SBV Excelsior | 0-0 | Willem II | Opstelling SBV Excelsior | Opstelling Willem II |  |
| Stadion: Sportpark "De Bongerd" (BVV), Barendrecht Toeschouwers: 750 Scheidsrechter: Davy Otto |               |     |           | De Ruiter, Bovenberg, Van Steensel, Broerse, Scheimann, Smith (Eekman/46), Vorthoren (Wattamaleo/), Vincken (Jansen/), Oost, Te Vrede (Alberg/), Lagouireh (Maatsen/40) | Meul, Gravenbeek, Keller, Swinkels, Pereira, Vossebelt (Ippel/73), Mulder, Guijt, Haemhouts, De Groot, Schreurs (Kolkka/66) |  |
| Stadion: Sportpark "De Bongerd" (BVV), Barendrecht Toeschouwers: 750 Scheidsrechter: Davy Otto |               |     |           | De Ruiter, Bovenberg, Van Steensel, Broerse, Scheimann, Smith (Eekman/46), Vorthoren (Wattamaleo/), Vincken (Jansen/), Oost, Te Vrede (Alberg/), Lagouireh (Maatsen/40) | Meul, Gravenbeek, Keller, Swinkels, Pereira, Vossebelt (Ippel/73), Mulder, Guijt, Haemhouts, De Groot, Schreurs (Kolkka/66) |  |
| Stadion: Sportpark "De Bongerd" (BVV), Barendrecht Toeschouwers: 750 Scheidsrechter: Davy Otto |               |     |           | De Ruiter, Bovenberg, Van Steensel, Broerse, Scheimann, Smith (Eekman/46), Vorthoren (Wattamaleo/), Vincken (Jansen/), Oost, Te Vrede (Alberg/), Lagouireh (Maatsen/40) | Meul, Gravenbeek, Keller, Swinkels, Pereira, Vossebelt (Ippel/73), Mulder, Guijt, Haemhouts, De Groot, Schreurs (Kolkka/66) |  |
|                                                                                                |               |     |           | | |  |

### Jupiler League

#### Augustus
| 5 augustus 2011, 20u00                                                              | SC Veendam          | 1-3 (0-2) | Willem II                                                            | Opstelling SC Veendam | Opstelling Willem II |  |
| Stadion: De Langeleegte, Veendam Toeschouwers: 2.973 Scheidsrechter: Jeroen Sanders | '56 Anco Jansen 1-2 |           | 0-1 Danny Schreurs '1 0-2 Robbie Haemhouts '8 1-3 Donny de Groot '63 | Nienhuis, Cijntje, Wagenaar, Wolven, Cruz Vicente (Opoku/84), Loohuis, A. Jansen, Rozema, Feenstra (Lambooij/71), Kluin, Menting (Apau/64) | Meul, Gravenbeek, Keller, Swinkels, Pereira, Vossebelt (Ippel/69), Mulder , Guijt, Haemhouts, De Groot (Piqué/89), Schreurs (Wojciechowski/59) |  |
| Stadion: De Langeleegte, Veendam Toeschouwers: 2.973 Scheidsrechter: Jeroen Sanders |                     |           |                                                                      | Nienhuis, Cijntje, Wagenaar, Wolven, Cruz Vicente (Opoku/84), Loohuis, A. Jansen, Rozema, Feenstra (Lambooij/71), Kluin, Menting (Apau/64) | Meul, Gravenbeek, Keller, Swinkels, Pereira, Vossebelt (Ippel/69), Mulder , Guijt, Haemhouts, De Groot (Piqué/89), Schreurs (Wojciechowski/59) |  |
| Stadion: De Langeleegte, Veendam Toeschouwers: 2.973 Scheidsrechter: Jeroen Sanders |                     |           |                                                                      | Nienhuis, Cijntje, Wagenaar, Wolven, Cruz Vicente (Opoku/84), Loohuis, A. Jansen, Rozema, Feenstra (Lambooij/71), Kluin, Menting (Apau/64) | Meul, Gravenbeek, Keller, Swinkels, Pereira, Vossebelt (Ippel/69), Mulder , Guijt, Haemhouts, De Groot (Piqué/89), Schreurs (Wojciechowski/59) |  |
|                                                                                     |                     |           |                                                                      | | |  |

| 12 augustus 2011, 19u00                                                                    | Willem II           | 1-1 (1-0) | Go Ahead Eagles       | Opstelling Willem II | Opstelling Go Ahead Eagles |  |
| Stadion: Koning Willem II Stadion, Tilburg Toeschouwers: 9.300 Scheidsrechter: Bas Nijhuis | '20 Hans Mulder 1-0 |           | 1-1 Marnix Kolder '61 | Meul, Gravenbeek, Keller, Swinkels, Piqué (Van Zaanen/26 ), Mulder, Vossebelt, Guijt, Haemhouts, De Groot, Schreurs (Wojciechowski/64) | Van der Vlag, Karami, Bus , Heerkens, Jansen (Kobussen/82), Kromkamp, Van den Ouweland (Wellenberg/), Schuurman , Antonia , Kolder, Nzuzi-Makuso (Suk/57) |  |
| Stadion: Koning Willem II Stadion, Tilburg Toeschouwers: 9.300 Scheidsrechter: Bas Nijhuis |                     |           |                       | Meul, Gravenbeek, Keller, Swinkels, Piqué (Van Zaanen/26 ), Mulder, Vossebelt, Guijt, Haemhouts, De Groot, Schreurs (Wojciechowski/64) | Van der Vlag, Karami, Bus , Heerkens, Jansen (Kobussen/82), Kromkamp, Van den Ouweland (Wellenberg/), Schuurman , Antonia , Kolder, Nzuzi-Makuso (Suk/57) |  |
| Stadion: Koning Willem II Stadion, Tilburg Toeschouwers: 9.300 Scheidsrechter: Bas Nijhuis |                     |           |                       | Meul, Gravenbeek, Keller, Swinkels, Piqué (Van Zaanen/26 ), Mulder, Vossebelt, Guijt, Haemhouts, De Groot, Schreurs (Wojciechowski/64) | Van der Vlag, Karami, Bus , Heerkens, Jansen (Kobussen/82), Kromkamp, Van den Ouweland (Wellenberg/), Schuurman , Antonia , Kolder, Nzuzi-Makuso (Suk/57) |  |
|                                                                                            |                     |           |                       | | |  |

| 22 augustus 2011, 20u00                                                              | FC Dordrecht                                                | 3-2 (3-1) | Willem II                                   | Opstelling FC Dordrecht | Opstelling Willem II |  |
| Stadion: GN Bouw Stadion, Dordrecht Toeschouwers: 2.481 Scheidsrechter: Rogier Honig | '11 Santy Hulst 1-1 '14 Santy Hulst 2-1 '43 Santy Hulst 3-1 |           | 0-1 Donny de Groot '5 3-2 Danny Guijt '90+4 | Doedée, Gielisse, Versluis, Lima , Coster , Kousemaker, Rijsdijk (Amevor/76), Hulst, Mayele (Achterberg/73), Lopes, Curiel (Patijn/84) | Meul, Gravenbeek, Keller (Vossebelt/69), Swinkels, Piqué, Mulder (Ippel/46), Haemhouts, Guijt , Schreurs , De Groot, Wojciechowski (Janga/75) |  |
| Stadion: GN Bouw Stadion, Dordrecht Toeschouwers: 2.481 Scheidsrechter: Rogier Honig |                                                             |           |                                             | Doedée, Gielisse, Versluis, Lima , Coster , Kousemaker, Rijsdijk (Amevor/76), Hulst, Mayele (Achterberg/73), Lopes, Curiel (Patijn/84) | Meul, Gravenbeek, Keller (Vossebelt/69), Swinkels, Piqué, Mulder (Ippel/46), Haemhouts, Guijt , Schreurs , De Groot, Wojciechowski (Janga/75) |  |
| Stadion: GN Bouw Stadion, Dordrecht Toeschouwers: 2.481 Scheidsrechter: Rogier Honig |                                                             |           |                                             | Doedée, Gielisse, Versluis, Lima , Coster , Kousemaker, Rijsdijk (Amevor/76), Hulst, Mayele (Achterberg/73), Lopes, Curiel (Patijn/84) | Meul, Gravenbeek, Keller (Vossebelt/69), Swinkels, Piqué, Mulder (Ippel/46), Haemhouts, Guijt , Schreurs , De Groot, Wojciechowski (Janga/75) |  |
|                                                                                      |                                                             |           |                                             | | |  |

| 26 augustus 2011, 19u00                                                                        | Willem II                                       | 2-1 (1-0) | MVV Maastricht          | Opstelling Willem II | Opstelling MVV Maastricht |  |
| Stadion: Koning Willem II Stadion, Tilburg Toeschouwers: 8.500 Scheidsrechter: Jochem Kamphuis | '38 Rowin van Zaanen 1-0 '72 Donny de Groot 2-1 |           | 1-1 Prince Rajcomar '62 | Meul, Gravenbeek , Keller, Swinkels, Piqué, Mulder, Guijt , Haemhouts, Wojciechowski (Schreurs/46), De Groot , Van Zaanen (Vossebelt/79) | Bulters, Castellana , Knops, Verdellen, Moustafa (Winkens/64 ), Daemen, Smeets (Borgers/76), Van Hyfte, Voorjans (Boateng/76), Rajcomar , Esajas |  |
| Stadion: Koning Willem II Stadion, Tilburg Toeschouwers: 8.500 Scheidsrechter: Jochem Kamphuis |                                                 |           |                         | Meul, Gravenbeek , Keller, Swinkels, Piqué, Mulder, Guijt , Haemhouts, Wojciechowski (Schreurs/46), De Groot , Van Zaanen (Vossebelt/79) | Bulters, Castellana , Knops, Verdellen, Moustafa (Winkens/64 ), Daemen, Smeets (Borgers/76), Van Hyfte, Voorjans (Boateng/76), Rajcomar , Esajas |  |
| Stadion: Koning Willem II Stadion, Tilburg Toeschouwers: 8.500 Scheidsrechter: Jochem Kamphuis |                                                 |           |                         | Meul, Gravenbeek , Keller, Swinkels, Piqué, Mulder, Guijt , Haemhouts, Wojciechowski (Schreurs/46), De Groot , Van Zaanen (Vossebelt/79) | Bulters, Castellana , Knops, Verdellen, Moustafa (Winkens/64 ), Daemen, Smeets (Borgers/76), Van Hyfte, Voorjans (Boateng/76), Rajcomar , Esajas |  |
|                                                                                                |                                                 |           |                         | | |  |

#### September
| 9 september 2011, 20u00                                                          | FC Emmen | 0-2 (0-1) | Willem II                                       | Opstelling FC Emmen | Opstelling Willem II |  |
| Stadion: Univé Stadion, Emmen Toeschouwers: 3.038 Scheidsrechter: Eric Braamhaar |          |           | 0-1 Donny de Groot '41 0-2 Rowin van Zaanen '47 | Zeinstra, Kunst, Fischer , Görtz, Sterk, De Vries (Seymonson/62), B. de Groot, Metaj (Mravec/65), De Visscher, Ter Heide, Wolters (Almeida/74) | Meul, Gravenbeek, Keller, Swinkels, Piqué, Vossebelt, Mulder (Guijt/85), Haemhouts, Schreurs (Kolkka/75), D. de Groot (Pereira/90), Van Zaanen |  |
| Stadion: Univé Stadion, Emmen Toeschouwers: 3.038 Scheidsrechter: Eric Braamhaar |          |           |                                                 | Zeinstra, Kunst, Fischer , Görtz, Sterk, De Vries (Seymonson/62), B. de Groot, Metaj (Mravec/65), De Visscher, Ter Heide, Wolters (Almeida/74) | Meul, Gravenbeek, Keller, Swinkels, Piqué, Vossebelt, Mulder (Guijt/85), Haemhouts, Schreurs (Kolkka/75), D. de Groot (Pereira/90), Van Zaanen |  |
| Stadion: Univé Stadion, Emmen Toeschouwers: 3.038 Scheidsrechter: Eric Braamhaar |          |           |                                                 | Zeinstra, Kunst, Fischer , Görtz, Sterk, De Vries (Seymonson/62), B. de Groot, Metaj (Mravec/65), De Visscher, Ter Heide, Wolters (Almeida/74) | Meul, Gravenbeek, Keller, Swinkels, Piqué, Vossebelt, Mulder (Guijt/85), Haemhouts, Schreurs (Kolkka/75), D. de Groot (Pereira/90), Van Zaanen |  |
|                                                                                  |          |           |                                                 | | |  |

| 16 september 2011, 20u00                                                                     | Willem II                                                             | 3-2 (2-1) | Telstar                                   | Opstelling Willem II | Opstelling Telstar |  |
| Stadion: Koning Willem II Stadion, Tilburg Toeschouwers: 8.600 Scheidsrechter: Dennis Higler | '7 Danny Schreurs 1-0 '22 Arjan Swinkels 2-1 '68 Robbie Haemhouts 3-2 |           | 1-1 Kevin Brands '12 2-2 Kevin Brands '57 | Meul, Gravenbeek, Keller, Swinkels, Piqué, Mulder , Vossebelt, Haemhouts (Guijt/76), Schreurs (Pereira/85), De Groot, Van Zaanen (Kolkka/69) | Veenboer, Correia, Schenkel, Promes, Fafiani, Lettinga, Brands, Korpershoek (Mazreku/), Hoefdraad, Plat (Sheotahul/67), Ornoch (Holwijn/75) |  |
| Stadion: Koning Willem II Stadion, Tilburg Toeschouwers: 8.600 Scheidsrechter: Dennis Higler |                                                                       |           |                                           | Meul, Gravenbeek, Keller, Swinkels, Piqué, Mulder , Vossebelt, Haemhouts (Guijt/76), Schreurs (Pereira/85), De Groot, Van Zaanen (Kolkka/69) | Veenboer, Correia, Schenkel, Promes, Fafiani, Lettinga, Brands, Korpershoek (Mazreku/), Hoefdraad, Plat (Sheotahul/67), Ornoch (Holwijn/75) |  |
| Stadion: Koning Willem II Stadion, Tilburg Toeschouwers: 8.600 Scheidsrechter: Dennis Higler |                                                                       |           |                                           | Meul, Gravenbeek, Keller, Swinkels, Piqué, Mulder , Vossebelt, Haemhouts (Guijt/76), Schreurs (Pereira/85), De Groot, Van Zaanen (Kolkka/69) | Veenboer, Correia, Schenkel, Promes, Fafiani, Lettinga, Brands, Korpershoek (Mazreku/), Hoefdraad, Plat (Sheotahul/67), Ornoch (Holwijn/75) |  |
|                                                                                              |                                                                       |           |                                           | | |  |

| 23 september 2011, 20u00                                                                     | AGOVV Apeldoorn                             | 2-1 (1-1) | Willem II             | Opstelling AGOVV Apeldoorn | Opstelling Willem II |  |
| Stadion: Sportpark Berg & Bos, Apeldoorn Toeschouwers: 2.460 Scheidsrechter: Maarten Ketting | '18 Michiel Hemmen 1-0 '64 Ellery Cairo 2-1 |           | 1-1 Rangelo Janga '42 | Krul, De Corte , Berends, Reekers, Livramento, Receveur (Martha/75), Schwiebbe , Siers, Cairo, Hemmen (Alandson Da Silva/90), Laghmouchi (Maayen/86) | Meul, Gravenbeek, Vossebelt , Swinkels , Piqué , Mulder (Sanusi/75), Pereira, Guijt , Haemhouts (Van Zaanen /65), Janga, Schreurs |  |
| Stadion: Sportpark Berg & Bos, Apeldoorn Toeschouwers: 2.460 Scheidsrechter: Maarten Ketting |                                             |           |                       | Krul, De Corte , Berends, Reekers, Livramento, Receveur (Martha/75), Schwiebbe , Siers, Cairo, Hemmen (Alandson Da Silva/90), Laghmouchi (Maayen/86) | Meul, Gravenbeek, Vossebelt , Swinkels , Piqué , Mulder (Sanusi/75), Pereira, Guijt , Haemhouts (Van Zaanen /65), Janga, Schreurs |  |
| Stadion: Sportpark Berg & Bos, Apeldoorn Toeschouwers: 2.460 Scheidsrechter: Maarten Ketting |                                             |           |                       | Krul, De Corte , Berends, Reekers, Livramento, Receveur (Martha/75), Schwiebbe , Siers, Cairo, Hemmen (Alandson Da Silva/90), Laghmouchi (Maayen/86) | Meul, Gravenbeek, Vossebelt , Swinkels , Piqué , Mulder (Sanusi/75), Pereira, Guijt , Haemhouts (Van Zaanen /65), Janga, Schreurs |  |
|                                                                                              |                                             |           |                       | | |  |

| 30 september 2011, 20u00                                                                              | Willem II                                     | 2-1 (2-1) | Sparta Rotterdam        | Opstelling Willem II | Opstelling Sparta Rotterdam |  |
| Stadion: Koning Willem II Stadion, Tilburg Toeschouwers: 9.400 Scheidsrechter: Martin van den Kerkhof | '10 Mitchell Piqué 1-0 '18 Niek Vossebelt 2-0 |           | 2-1 Jeroen Veldmate '25 | Meul , Pereira, Keller , Swinkels (Van Nuland/45), Piqué , Mulder, Vossebelt, Gravenbeek (Kolkka/88), Guijt, Schreurs (Haemhouts/76), Janga | Pellatz, Varela , Veldmate , Luirink, Slijngard, Nieuwendaal (Bruinier/83), De Roon, Bel Hassani (Overtoom/66), Bilate, Bokila, Schmeltz (Godee/66) |  |
| Stadion: Koning Willem II Stadion, Tilburg Toeschouwers: 9.400 Scheidsrechter: Martin van den Kerkhof |                                               |           |                         | Meul , Pereira, Keller , Swinkels (Van Nuland/45), Piqué , Mulder, Vossebelt, Gravenbeek (Kolkka/88), Guijt, Schreurs (Haemhouts/76), Janga | Pellatz, Varela , Veldmate , Luirink, Slijngard, Nieuwendaal (Bruinier/83), De Roon, Bel Hassani (Overtoom/66), Bilate, Bokila, Schmeltz (Godee/66) |  |
| Stadion: Koning Willem II Stadion, Tilburg Toeschouwers: 9.400 Scheidsrechter: Martin van den Kerkhof |                                               |           |                         | Meul , Pereira, Keller , Swinkels (Van Nuland/45), Piqué , Mulder, Vossebelt, Gravenbeek (Kolkka/88), Guijt, Schreurs (Haemhouts/76), Janga | Pellatz, Varela , Veldmate , Luirink, Slijngard, Nieuwendaal (Bruinier/83), De Roon, Bel Hassani (Overtoom/66), Bilate, Bokila, Schmeltz (Godee/66) |  |
| |                                               |           |                         | | |  |

#### Oktober
| 16 oktober 2011, 14u30                                                                     | FC Eindhoven                               | 2-3 (2-1) | Willem II                                                                    | Opstelling FC Eindhoven | Opstelling Willem II |  |
| Stadion: Jan Louwers Stadion, Eindhoven Toeschouwers: 3.320 Scheidsrechter: Eric Braamhaar | '32 Theo Lucius 1-1 '43 Rob van Boekel 2-1 |           | 0-1 Jeffrey van Nuland '17 2-2 Donny de Groot '58/pen 2-3 Donny de Groot '82 | R. Swinkels , Tahapary (Vansimpsen/84), Rossen, Van der Rijt , Vanbelle, Van Son, Van Boekel, Lucius (Kantelberg/82), Koç, Makiavala, Waalkens (Mokthar/76) | Meul, Pereira, Keller , Van Nuland, Piqué, Vossebelt, Gravenbeek, Mulder (Guijt/53), Haemhouts, Kolkka (Schreurs/67, Janga/90), De Groot |  |
| Stadion: Jan Louwers Stadion, Eindhoven Toeschouwers: 3.320 Scheidsrechter: Eric Braamhaar |                                            |           |                                                                              | R. Swinkels , Tahapary (Vansimpsen/84), Rossen, Van der Rijt , Vanbelle, Van Son, Van Boekel, Lucius (Kantelberg/82), Koç, Makiavala, Waalkens (Mokthar/76) | Meul, Pereira, Keller , Van Nuland, Piqué, Vossebelt, Gravenbeek, Mulder (Guijt/53), Haemhouts, Kolkka (Schreurs/67, Janga/90), De Groot |  |
| Stadion: Jan Louwers Stadion, Eindhoven Toeschouwers: 3.320 Scheidsrechter: Eric Braamhaar |                                            |           |                                                                              | R. Swinkels , Tahapary (Vansimpsen/84), Rossen, Van der Rijt , Vanbelle, Van Son, Van Boekel, Lucius (Kantelberg/82), Koç, Makiavala, Waalkens (Mokthar/76) | Meul, Pereira, Keller , Van Nuland, Piqué, Vossebelt, Gravenbeek, Mulder (Guijt/53), Haemhouts, Kolkka (Schreurs/67, Janga/90), De Groot |  |
|                                                                                            |                                            |           |                                                                              | | |  |

| 21 oktober 2011, 20u00                                                                      | Willem II | 0-3 (0-2) | FC Den Bosch                                                     | Opstelling Willem II | Opstelling FC Den Bosch |  |
| Stadion: Koning Willem II Stadion, Tilburg Toeschouwers: 9.900 Scheidsrechter: Jan Wegereef |           |           | 0-1 Tom van Weert '6 0-2 Tom van Weert '40 0-3 Tom van Weert '58 | Meul, Pereira, Keller (Swinkels/73), Van Nuland, Piqué, Mulder, Vossebelt (Janga/62), Haemhouts, Gravenbeek, De Groot, Kolkka (Van Zaanen/46 ) | Begois, Van Buuren, Peters, Hofstede, Brock , Van den Broek, Van Moorsel (Nepomuceno/90), Van Brakel (Boddaert/85), Vlug, Van Weert (Seuntjens/82), Verbeek |  |
| Stadion: Koning Willem II Stadion, Tilburg Toeschouwers: 9.900 Scheidsrechter: Jan Wegereef |           |           |                                                                  | Meul, Pereira, Keller (Swinkels/73), Van Nuland, Piqué, Mulder, Vossebelt (Janga/62), Haemhouts, Gravenbeek, De Groot, Kolkka (Van Zaanen/46 ) | Begois, Van Buuren, Peters, Hofstede, Brock , Van den Broek, Van Moorsel (Nepomuceno/90), Van Brakel (Boddaert/85), Vlug, Van Weert (Seuntjens/82), Verbeek |  |
| Stadion: Koning Willem II Stadion, Tilburg Toeschouwers: 9.900 Scheidsrechter: Jan Wegereef |           |           |                                                                  | Meul, Pereira, Keller (Swinkels/73), Van Nuland, Piqué, Mulder, Vossebelt (Janga/62), Haemhouts, Gravenbeek, De Groot, Kolkka (Van Zaanen/46 ) | Begois, Van Buuren, Peters, Hofstede, Brock , Van den Broek, Van Moorsel (Nepomuceno/90), Van Brakel (Boddaert/85), Vlug, Van Weert (Seuntjens/82), Verbeek |  |
|                                                                                             |           |           |                                                                  | | |  |

| 30 oktober 2011, 14u30                                                                        | Willem II                | 1-0 (1-0) | FC Volendam | Opstelling Willem II | Opstelling FC Volendam |  |
| Stadion: Koning Willem II Stadion, Tilburg Toeschouwers: 8.600 Scheidsrechter: Jeroen Sanders | '45+1 Danny Schreurs 1-0 |           |             | Meul, Pereira, Keller, Swinkels, M. Piqué, Mulder , Gravenbeek, Guijt, Schreurs (Janga/88), De Groot, Van Zaanen (Sanusi/83 ) | Ruiter, Koning, H. Schilder, L. Tol, L. Piqué, Kruys, Mühren (Kramer/59), Lindenbergh (Bakkenes/70), Ahahaoui, Tuyp, N. Tol (Van Dijk/75) |  |
| Stadion: Koning Willem II Stadion, Tilburg Toeschouwers: 8.600 Scheidsrechter: Jeroen Sanders |                          |           |             | Meul, Pereira, Keller, Swinkels, M. Piqué, Mulder , Gravenbeek, Guijt, Schreurs (Janga/88), De Groot, Van Zaanen (Sanusi/83 ) | Ruiter, Koning, H. Schilder, L. Tol, L. Piqué, Kruys, Mühren (Kramer/59), Lindenbergh (Bakkenes/70), Ahahaoui, Tuyp, N. Tol (Van Dijk/75) |  |
| Stadion: Koning Willem II Stadion, Tilburg Toeschouwers: 8.600 Scheidsrechter: Jeroen Sanders |                          |           |             | Meul, Pereira, Keller, Swinkels, M. Piqué, Mulder , Gravenbeek, Guijt, Schreurs (Janga/88), De Groot, Van Zaanen (Sanusi/83 ) | Ruiter, Koning, H. Schilder, L. Tol, L. Piqué, Kruys, Mühren (Kramer/59), Lindenbergh (Bakkenes/70), Ahahaoui, Tuyp, N. Tol (Van Dijk/75) |  |
|                                                                                               |                          |           |             | | |  |

#### November
| 4 november 2011, 20u00                                                             | FC Zwolle             | 1-0 (1-0) | Willem II | Opstelling FC Zwolle | Opstelling Willem II |  |
| Stadion: FC Zwolle Stadion, Zwolle Toeschouwers: 9.076 Scheidsrechter: Bas Nijhuis | '10 Nassir Maachi 1-0 |           |           | Boer, Lachman, Pot, Van Polen , Van Hintum, Olijve, Slot, Achenteh, Van den Berg, Mamedov (Narsingh/46), Maachi (Saymak/67) | Meul, Pereira, Keller (Sanusi/78), Swinkels, Piqué, Mulder, Gravenbeek , Guijt (Vossebelt/46), Schreurs, De Groot, Van Zaanen (Kolkka/61) |  |
| Stadion: FC Zwolle Stadion, Zwolle Toeschouwers: 9.076 Scheidsrechter: Bas Nijhuis |                       |           |           | Boer, Lachman, Pot, Van Polen , Van Hintum, Olijve, Slot, Achenteh, Van den Berg, Mamedov (Narsingh/46), Maachi (Saymak/67) | Meul, Pereira, Keller (Sanusi/78), Swinkels, Piqué, Mulder, Gravenbeek , Guijt (Vossebelt/46), Schreurs, De Groot, Van Zaanen (Kolkka/61) |  |
| Stadion: FC Zwolle Stadion, Zwolle Toeschouwers: 9.076 Scheidsrechter: Bas Nijhuis |                       |           |           | Boer, Lachman, Pot, Van Polen , Van Hintum, Olijve, Slot, Achenteh, Van den Berg, Mamedov (Narsingh/46), Maachi (Saymak/67) | Meul, Pereira, Keller (Sanusi/78), Swinkels, Piqué, Mulder, Gravenbeek , Guijt (Vossebelt/46), Schreurs, De Groot, Van Zaanen (Kolkka/61) |  |
|                                                                                    |                       |           |           | | |  |

| 18 november 2011, 20u00                                                                         | Willem II             | 1-2 (0-1) | Almere City FC                                   | Opstelling Willem II | Opstelling Almere City FC |  |
| Stadion: Koning Willem II Stadion, Tilburg Toeschouwers: 8.500 Scheidsrechter: Serdar Gözübüyük | '80 Joonas Kolkka 1-2 |           | 0-1 Jerson Ribeiro '14 0-2 Mitchell Burgzorg '65 | Meul, Akouili, Keller (Guijt/74), Swinkels, Piqué, Vossebelt (Kolkka/68), Mulder , Gravenbeek, Sanusi, Schreurs (Haemhouts/62), De Groot | Friebel, Malone , Felixdaal , Toet, Burgzorg (Robertson/87), De Lange, Misidjan , Ribeiro (Schulmeister/90), Kappenberg , Meulens , Rosheuvel (Sluijter/70) |  |
| Stadion: Koning Willem II Stadion, Tilburg Toeschouwers: 8.500 Scheidsrechter: Serdar Gözübüyük |                       |           |                                                  | Meul, Akouili, Keller (Guijt/74), Swinkels, Piqué, Vossebelt (Kolkka/68), Mulder , Gravenbeek, Sanusi, Schreurs (Haemhouts/62), De Groot | Friebel, Malone , Felixdaal , Toet, Burgzorg (Robertson/87), De Lange, Misidjan , Ribeiro (Schulmeister/90), Kappenberg , Meulens , Rosheuvel (Sluijter/70) |  |
| Stadion: Koning Willem II Stadion, Tilburg Toeschouwers: 8.500 Scheidsrechter: Serdar Gözübüyük |                       |           |                                                  | Meul, Akouili, Keller (Guijt/74), Swinkels, Piqué, Vossebelt (Kolkka/68), Mulder , Gravenbeek, Sanusi, Schreurs (Haemhouts/62), De Groot | Friebel, Malone , Felixdaal , Toet, Burgzorg (Robertson/87), De Lange, Misidjan , Ribeiro (Schulmeister/90), Kappenberg , Meulens , Rosheuvel (Sluijter/70) |  |
|                                                                                                 |                       |           |                                                  | | |  |

| 27 november 2011, 14u30                                                             | Helmond Sport | 0-7 (0-3) | Willem II | Opstelling Helmond Sport | Opstelling Willem II |  |
| Stadion: Lavans Stadion, Helmond Toeschouwers: 3.608 Scheidsrechter: Pol van Boekel |               |           | 0-1 Donny de Groot '5/pen 0-2 Ryan Sanusi '15 0-3 Donny de Groot '17 0-4 Danny Guijt '50 0-5 Donny de Groot '67 0-6 Danny Schreurs '75 0-7 Donny de Groot '86 | Sengier, Joppen, Haastrup, Van der Linden, Justiana, Koubali, Kazlauskas , Sequeira , Guijo-Velasco, Stachnik (Bosmann/28 ), Veerman (Verberne/53) | Meul, Pereira (Van Nuland/66), Keller, Swinkels, Piqué, Vossebelt, Guijt, Haemhouts, Sanusi (Schreurs/62), De Groot, Kolkka (Van Zaanen/77) |  |
| Stadion: Lavans Stadion, Helmond Toeschouwers: 3.608 Scheidsrechter: Pol van Boekel |               |           | | Sengier, Joppen, Haastrup, Van der Linden, Justiana, Koubali, Kazlauskas , Sequeira , Guijo-Velasco, Stachnik (Bosmann/28 ), Veerman (Verberne/53) | Meul, Pereira (Van Nuland/66), Keller, Swinkels, Piqué, Vossebelt, Guijt, Haemhouts, Sanusi (Schreurs/62), De Groot, Kolkka (Van Zaanen/77) |  |
| Stadion: Lavans Stadion, Helmond Toeschouwers: 3.608 Scheidsrechter: Pol van Boekel |               |           | | Sengier, Joppen, Haastrup, Van der Linden, Justiana, Koubali, Kazlauskas , Sequeira , Guijo-Velasco, Stachnik (Bosmann/28 ), Veerman (Verberne/53) | Meul, Pereira (Van Nuland/66), Keller, Swinkels, Piqué, Vossebelt, Guijt, Haemhouts, Sanusi (Schreurs/62), De Groot, Kolkka (Van Zaanen/77) |  |
|                                                                                     |               |           | | | |  |

#### December
| 2 december 2011, 20u00                                                                         | Willem II                                     | 2-0 (1-0) | FC Oss | Opstelling Willem II | Opstelling FC Oss |  |
| Stadion: Koning Willem II Stadion, Tilburg Toeschouwers: 8.500 Scheidsrechter: Jochem Kamphuis | '25 Stephan Keller 1-0 '90 Danny Schreurs 2-0 |           |        | Meul, Gravenbeek, Keller, Swinkels, Piqué, Vossebelt, Guijt (Mulder/65), Haemhouts, Sanusi (Schreurs/73), De Groot, Kolkka (Van Zaanen/80) | Arends, Simone , Kaprálik, Sumelka , Van Muyen, Van de Sande, Braam (Huijsman/78), Keizer, Van den Ouweland, Bieber, Koot (Nelemans/87) |  |
| Stadion: Koning Willem II Stadion, Tilburg Toeschouwers: 8.500 Scheidsrechter: Jochem Kamphuis |                                               |           |        | Meul, Gravenbeek, Keller, Swinkels, Piqué, Vossebelt, Guijt (Mulder/65), Haemhouts, Sanusi (Schreurs/73), De Groot, Kolkka (Van Zaanen/80) | Arends, Simone , Kaprálik, Sumelka , Van Muyen, Van de Sande, Braam (Huijsman/78), Keizer, Van den Ouweland, Bieber, Koot (Nelemans/87) |  |
| Stadion: Koning Willem II Stadion, Tilburg Toeschouwers: 8.500 Scheidsrechter: Jochem Kamphuis |                                               |           |        | Meul, Gravenbeek, Keller, Swinkels, Piqué, Vossebelt, Guijt (Mulder/65), Haemhouts, Sanusi (Schreurs/73), De Groot, Kolkka (Van Zaanen/80) | Arends, Simone , Kaprálik, Sumelka , Van Muyen, Van de Sande, Braam (Huijsman/78), Keizer, Van den Ouweland, Bieber, Koot (Nelemans/87) |  |
|                                                                                                |                                               |           |        | | |  |

| 9 december 2011, 20u00                                                                   | Fortuna Sittard                                                  | 3-1 (0-0) | Willem II           | Opstelling Fortuna Sittard                                                                                                 | Opstelling Willem II |  |
| Stadion: Trendwork Arena, Sittard Toeschouwers: 4.730 Scheidsrechter: Edwin van de Graaf | '47 Danny Hoesen 1-0 '86 Harrie Gommans 2-1 '90 Danny Hoesen 3-1 |           | 1-1 Danny Guijt '53 | Wintjens, Geenen (Wagemakers/73), De Boer, Dreesen, Schroyen, Diaz (Voorn/73), Ricksen, Stolte, Scheelen, Gommans , Hoesen | Meul, Mulder (Pereira/77), Keller, Swinkels, Piqué, Vossebelt, Haemhouts, Guijt, Sanusi (Schreurs/60), De Groot, Kolkka |  |
| Stadion: Trendwork Arena, Sittard Toeschouwers: 4.730 Scheidsrechter: Edwin van de Graaf |                                                                  |           |                     | Wintjens, Geenen (Wagemakers/73), De Boer, Dreesen, Schroyen, Diaz (Voorn/73), Ricksen, Stolte, Scheelen, Gommans , Hoesen | Meul, Mulder (Pereira/77), Keller, Swinkels, Piqué, Vossebelt, Haemhouts, Guijt, Sanusi (Schreurs/60), De Groot, Kolkka |  |
| Stadion: Trendwork Arena, Sittard Toeschouwers: 4.730 Scheidsrechter: Edwin van de Graaf |                                                                  |           |                     | Wintjens, Geenen (Wagemakers/73), De Boer, Dreesen, Schroyen, Diaz (Voorn/73), Ricksen, Stolte, Scheelen, Gommans , Hoesen | Meul, Mulder (Pereira/77), Keller, Swinkels, Piqué, Vossebelt, Haemhouts, Guijt, Sanusi (Schreurs/60), De Groot, Kolkka |  |
|                                                                                          |                                                                  |           |                     | | |  |

| 18 december 2011, 14u30                                                                        | Willem II | 0-0 | SC Cambuur | Opstelling Willem II | Opstelling SC Cambuur |  |
| Stadion: Koning Willem II Stadion, Tilburg Toeschouwers: 10.700 Scheidsrechter: Jeroen Sanders |           |     |            | Meul, Mulder (Van Nuland/74), Keller, Swinkels, Piqué, Vossebelt, Haemhouts, Guijt (Pereira/46 ), Schreurs, De Groot, Sanusi (Van Zaanen/65) | Te Loeke, Droste, Hese, Van der Laan (Van Boxel/18), Vosselman , Türk, Bakker , Van der Heide, Dissels (Schepers/80), De Vries, De Leeuw |  |
| Stadion: Koning Willem II Stadion, Tilburg Toeschouwers: 10.700 Scheidsrechter: Jeroen Sanders |           |     |            | Meul, Mulder (Van Nuland/74), Keller, Swinkels, Piqué, Vossebelt, Haemhouts, Guijt (Pereira/46 ), Schreurs, De Groot, Sanusi (Van Zaanen/65) | Te Loeke, Droste, Hese, Van der Laan (Van Boxel/18), Vosselman , Türk, Bakker , Van der Heide, Dissels (Schepers/80), De Vries, De Leeuw |  |
| Stadion: Koning Willem II Stadion, Tilburg Toeschouwers: 10.700 Scheidsrechter: Jeroen Sanders |           |     |            | Meul, Mulder (Van Nuland/74), Keller, Swinkels, Piqué, Vossebelt, Haemhouts, Guijt (Pereira/46 ), Schreurs, De Groot, Sanusi (Van Zaanen/65) | Te Loeke, Droste, Hese, Van der Laan (Van Boxel/18), Vosselman , Türk, Bakker , Van der Heide, Dissels (Schepers/80), De Vries, De Leeuw |  |
|                                                                                                |           |     |            | | |  |

#### Januari
| 16 januari 2012, 20u00                                                           | MVV Maastricht                                                      | 3-1 (3-0) | Willem II           | Opstelling MVV Maastricht | Opstelling Willem II |  |
| Stadion: Geusselt, Maastricht Toeschouwers: 4.862 Scheidsrechter: Danny Makkelie | '11 Lance Voorjans 1-0 '20 Lance Voorjans 2-0 '33 Tom Van Hyfte 3-0 |           | 3-1 Marc Höcher '48 | Bulters, Kuipers (Eberle/82), Knops, Verdellen , Winkens, Voorjans , Daemen , Smeets (Caramazza/83), Van Hyfte, Esajas, Rajcomar (La Rosa/89) | Meul, Mulder, Swinkels, Van Nuland, Piqué, Vossebelt (Pereira/68), Haemhouts, Guijt (Lumu/62), Kolkka (Wojciechowski/62), De Groot, Höcher |  |
| Stadion: Geusselt, Maastricht Toeschouwers: 4.862 Scheidsrechter: Danny Makkelie |                                                                     |           |                     | Bulters, Kuipers (Eberle/82), Knops, Verdellen , Winkens, Voorjans , Daemen , Smeets (Caramazza/83), Van Hyfte, Esajas, Rajcomar (La Rosa/89) | Meul, Mulder, Swinkels, Van Nuland, Piqué, Vossebelt (Pereira/68), Haemhouts, Guijt (Lumu/62), Kolkka (Wojciechowski/62), De Groot, Höcher |  |
| Stadion: Geusselt, Maastricht Toeschouwers: 4.862 Scheidsrechter: Danny Makkelie |                                                                     |           |                     | Bulters, Kuipers (Eberle/82), Knops, Verdellen , Winkens, Voorjans , Daemen , Smeets (Caramazza/83), Van Hyfte, Esajas, Rajcomar (La Rosa/89) | Meul, Mulder, Swinkels, Van Nuland, Piqué, Vossebelt (Pereira/68), Haemhouts, Guijt (Lumu/62), Kolkka (Wojciechowski/62), De Groot, Höcher |  |
|                                                                                  |                                                                     |           |                     | | |  |

| 20 januari 2012, 20u00                                                                           | Willem II           | 1-1 (0-0) | FC Eindhoven            | Opstelling Willem II | Opstelling FC Eindhoven |  |
| Stadion: Koning Willem II Stadion, Tilburg Toeschouwers: 10.000 Scheidsrechter: Serdar Gözübüyük | '77 Jeroen Lumu 1-1 |           | 0-1 Youness Mokhtar '73 | Meul, Pereira (Akouili/76), Van Nuland , Arjan Swinkels, Piqué, Vossebelt (Wojciechowski/66), Mulder, Haemhouts, Kolkka (Lumu/76), De Groot, Höcher | Ruud Swinkels, Van Son , Rossen , Van Kouwen, Vanbelle, Lucius, Van Boekel (Pennings/16), Addo, Waalkens (Paridaans/90), Koç (Van Kruijssen/84), Mokhtar |  |
| Stadion: Koning Willem II Stadion, Tilburg Toeschouwers: 10.000 Scheidsrechter: Serdar Gözübüyük |                     |           |                         | Meul, Pereira (Akouili/76), Van Nuland , Arjan Swinkels, Piqué, Vossebelt (Wojciechowski/66), Mulder, Haemhouts, Kolkka (Lumu/76), De Groot, Höcher | Ruud Swinkels, Van Son , Rossen , Van Kouwen, Vanbelle, Lucius, Van Boekel (Pennings/16), Addo, Waalkens (Paridaans/90), Koç (Van Kruijssen/84), Mokhtar |  |
| Stadion: Koning Willem II Stadion, Tilburg Toeschouwers: 10.000 Scheidsrechter: Serdar Gözübüyük |                     |           |                         | Meul, Pereira (Akouili/76), Van Nuland , Arjan Swinkels, Piqué, Vossebelt (Wojciechowski/66), Mulder, Haemhouts, Kolkka (Lumu/76), De Groot, Höcher | Ruud Swinkels, Van Son , Rossen , Van Kouwen, Vanbelle, Lucius, Van Boekel (Pennings/16), Addo, Waalkens (Paridaans/90), Koç (Van Kruijssen/84), Mokhtar |  |
|                                                                                                  |                     |           |                         | | |  |

| 29 januari 2012, 14u30                                                                           | FC Den Bosch                 | 1-0 (0-0) | Willem II | Opstelling FC Den Bosch | Opstelling Willem II |  |
| Stadion: Stadion De Vliert, 's-Hertogenbosch Toeschouwers: 4.757 Scheidsrechter: Jack van Hulten | '90/pen Paco van Moorsel 1-0 |           |           | Begois, Van Buuren, Van Dinter, Hofstede, Buitenhuis , Van Moorsel, Van Brakel, De Looijer, Vlug (Kılıç/75), Seuntjens (Reniers/59), Verbeek | Meul, Pereira, Swinkels, Van Nuland, Piqué, Vossebelt, Mulder, Haemhouts (Misidjan/83), Kolkka (Wojciechowski/60), De Groot, Höcher |  |
| Stadion: Stadion De Vliert, 's-Hertogenbosch Toeschouwers: 4.757 Scheidsrechter: Jack van Hulten |                              |           |           | Begois, Van Buuren, Van Dinter, Hofstede, Buitenhuis , Van Moorsel, Van Brakel, De Looijer, Vlug (Kılıç/75), Seuntjens (Reniers/59), Verbeek | Meul, Pereira, Swinkels, Van Nuland, Piqué, Vossebelt, Mulder, Haemhouts (Misidjan/83), Kolkka (Wojciechowski/60), De Groot, Höcher |  |
| Stadion: Stadion De Vliert, 's-Hertogenbosch Toeschouwers: 4.757 Scheidsrechter: Jack van Hulten |                              |           |           | Begois, Van Buuren, Van Dinter, Hofstede, Buitenhuis , Van Moorsel, Van Brakel, De Looijer, Vlug (Kılıç/75), Seuntjens (Reniers/59), Verbeek | Meul, Pereira, Swinkels, Van Nuland, Piqué, Vossebelt, Mulder, Haemhouts (Misidjan/83), Kolkka (Wojciechowski/60), De Groot, Höcher |  |
|                                                                                                  |                              |           |           | | |  |

#### Februari
| 13 februari 2012, 20u00                                                                        | Willem II                                                                 | 3-3 (1-2) | Helmond Sport                                              | Opstelling Willem II | Opstelling Helmond Sport                                                                                              |  |
| Stadion: Koning Willem II Stadion, Tilburg Toeschouwers: 8.700 Scheidsrechter: Maarten Ketting | '36 Jop van der Linden (e.d.) 1-1 '48 Istvan Bakx 2-2 '50 Istvan Bakx 3-2 |           | 0-1 Erik Quekel '2 1-2 Erik Quekel '39 3-3 Erik Quekel '53 | Meul, Pereira, Van Nuland (Akouili/44 ), Swinkels, Piqué, Mulder, Haemhouts, Bakx (Podevijn/74), Höcher , De Groot, Wojciechowski (Lumu/64 ) | Sengier, Joppen, Haastrup, Van der Linden, Justiana, Sequeira , Altheer , Guijo-Velasco, Kazlauskas, Grabovac, Quekel |  |
| Stadion: Koning Willem II Stadion, Tilburg Toeschouwers: 8.700 Scheidsrechter: Maarten Ketting |                                                                           |           |                                                            | Meul, Pereira, Van Nuland (Akouili/44 ), Swinkels, Piqué, Mulder, Haemhouts, Bakx (Podevijn/74), Höcher , De Groot, Wojciechowski (Lumu/64 ) | Sengier, Joppen, Haastrup, Van der Linden, Justiana, Sequeira , Altheer , Guijo-Velasco, Kazlauskas, Grabovac, Quekel |  |
| Stadion: Koning Willem II Stadion, Tilburg Toeschouwers: 8.700 Scheidsrechter: Maarten Ketting |                                                                           |           |                                                            | Meul, Pereira, Van Nuland (Akouili/44 ), Swinkels, Piqué, Mulder, Haemhouts, Bakx (Podevijn/74), Höcher , De Groot, Wojciechowski (Lumu/64 ) | Sengier, Joppen, Haastrup, Van der Linden, Justiana, Sequeira , Altheer , Guijo-Velasco, Kazlauskas, Grabovac, Quekel |  |
|                                                                                                |                                                                           |           |                                                            | | |  |

| 17 februari 2012, 20u00                                                            | FC Volendam                   | 1-2 (1-0) | Willem II                                        | Opstelling FC Volendam | Opstelling Willem II |  |
| Stadion: Kras Stadion, Volendam Toeschouwers: 3.270 Scheidsrechter: Tom van Sichem | '24 Maikel van der Werff '1-0 |           | 1-1 Robbie Haemhouts '49 1-2 Virgil Misidjan '53 | Ruiter, Koning, Henny Schilder, Van der Werff, Roj, Kruys, Mühren, Lindenbergh (Bakkenes/80), Kramer, Tuyp (De Bie/83), Ahahaoui (Marengo/80) | Meul , Pereira, Akouili (Keller/76), Swinkels, Piqué, Mulder, Haemhouts, Höcher, Bakx (Guijt/61), De Groot, Misidjan (Wojciechowski/68) |  |
| Stadion: Kras Stadion, Volendam Toeschouwers: 3.270 Scheidsrechter: Tom van Sichem |                               |           |                                                  | Ruiter, Koning, Henny Schilder, Van der Werff, Roj, Kruys, Mühren, Lindenbergh (Bakkenes/80), Kramer, Tuyp (De Bie/83), Ahahaoui (Marengo/80) | Meul , Pereira, Akouili (Keller/76), Swinkels, Piqué, Mulder, Haemhouts, Höcher, Bakx (Guijt/61), De Groot, Misidjan (Wojciechowski/68) |  |
| Stadion: Kras Stadion, Volendam Toeschouwers: 3.270 Scheidsrechter: Tom van Sichem |                               |           |                                                  | Ruiter, Koning, Henny Schilder, Van der Werff, Roj, Kruys, Mühren, Lindenbergh (Bakkenes/80), Kramer, Tuyp (De Bie/83), Ahahaoui (Marengo/80) | Meul , Pereira, Akouili (Keller/76), Swinkels, Piqué, Mulder, Haemhouts, Höcher, Bakx (Guijt/61), De Groot, Misidjan (Wojciechowski/68) |  |
|                                                                                    |                               |           |                                                  | | |  |

| 24 februari 2012, 20u00                                                                        | Sparta Rotterdam                              | 2-1 (2-0) | Willem II              | Opstelling Sparta Rotterdam | Opstelling Willem II |  |
| Stadion: Sparta-Stadion Het Kasteel, Rotterdam Toeschouwers: 8.473 Scheidsrechter: Pieter Vink | '16 Toine van Huizen 1-0 '29 Gijs Luirink 2-0 |           | 2-1 Donny de Groot '89 | Pellatz, Van Huizen (Varela/67), Jeroen Veldmate, Luirink, Slijngard, Nieuwendaal, De Roon, Bruinier, Bel Hassani (Rutjes/84), Bokila, Mark Veldmate (Bilate/71) | Meul, Pereira, Akouili, Swinkels, Piqué, Mulder (Guijt/71), Haemhouts (Sanusi/79), Höcher, Bakx (Lumu/46), De Groot, Misidjan |  |
| Stadion: Sparta-Stadion Het Kasteel, Rotterdam Toeschouwers: 8.473 Scheidsrechter: Pieter Vink |                                               |           |                        | Pellatz, Van Huizen (Varela/67), Jeroen Veldmate, Luirink, Slijngard, Nieuwendaal, De Roon, Bruinier, Bel Hassani (Rutjes/84), Bokila, Mark Veldmate (Bilate/71) | Meul, Pereira, Akouili, Swinkels, Piqué, Mulder (Guijt/71), Haemhouts (Sanusi/79), Höcher, Bakx (Lumu/46), De Groot, Misidjan |  |
| Stadion: Sparta-Stadion Het Kasteel, Rotterdam Toeschouwers: 8.473 Scheidsrechter: Pieter Vink |                                               |           |                        | Pellatz, Van Huizen (Varela/67), Jeroen Veldmate, Luirink, Slijngard, Nieuwendaal, De Roon, Bruinier, Bel Hassani (Rutjes/84), Bokila, Mark Veldmate (Bilate/71) | Meul, Pereira, Akouili, Swinkels, Piqué, Mulder (Guijt/71), Haemhouts (Sanusi/79), Höcher, Bakx (Lumu/46), De Groot, Misidjan |  |
|                                                                                                |                                               |           |                        | | |  |

#### Maart
| 2 maart 2012, 20u00                                                                            | Willem II | 5-0 (3-0) | FC Emmen | Opstelling Willem II | Opstelling FC Emmen |  |
| Stadion: Koning Willem II Stadion, Tilburg Toeschouwers: 8.650 Scheidsrechter: Jonathan Lardot | '10 Marc Höcher 1-0 '29 Robbie Haemhouts 2-0 '30 Arjan Swinkels 3-0 '47 Arjan Swinkels 4-0 '53 Istvan Bakx 5-0 |           |          | Meul, Pereira, Akouili (Van der Rijt/63), Swinkels, Piqué, Mulder, Haemhouts, Bakx (Sanusi/69), Misidjan, Donny de Groot, Höcher (Lumu/57) | Zeinstra, Görtz, Bart de Groot, Koenders (Mravec/46), Metaj , Huntink (Wolters/54), Velda, Jongebloet, Halfhuid, Rojer (Böztepe/80), De Visscher |  |
| Stadion: Koning Willem II Stadion, Tilburg Toeschouwers: 8.650 Scheidsrechter: Jonathan Lardot | |           |          | Meul, Pereira, Akouili (Van der Rijt/63), Swinkels, Piqué, Mulder, Haemhouts, Bakx (Sanusi/69), Misidjan, Donny de Groot, Höcher (Lumu/57) | Zeinstra, Görtz, Bart de Groot, Koenders (Mravec/46), Metaj , Huntink (Wolters/54), Velda, Jongebloet, Halfhuid, Rojer (Böztepe/80), De Visscher |  |
| Stadion: Koning Willem II Stadion, Tilburg Toeschouwers: 8.650 Scheidsrechter: Jonathan Lardot | |           |          | Meul, Pereira, Akouili (Van der Rijt/63), Swinkels, Piqué, Mulder, Haemhouts, Bakx (Sanusi/69), Misidjan, Donny de Groot, Höcher (Lumu/57) | Zeinstra, Görtz, Bart de Groot, Koenders (Mravec/46), Metaj , Huntink (Wolters/54), Velda, Jongebloet, Halfhuid, Rojer (Böztepe/80), De Visscher |  |
|                                                                                                | |           |          | | |  |

| 5 maart 2012, 20u00                                                                        | Telstar                 | 1-0 (0-0) | Willem II | Opstelling Telstar | Opstelling Willem II |  |
| Stadion: TATA Steel Stadion, Velsen-Zuid Toeschouwers: 2.413 Scheidsrechter: Reinier Honig | '59 Cerilio Cijntje 1-0 |           |           | Veenboer, Sari, Promes, Schenkel, Kuipers , Lettinga, Korpershoek , Brands (Karg/90), Sheotahul (Mazreku/84), Hoefdraad (Cijntje/44 ), Plat | Meul, Pereira (Guijt/77), Akouili, Swinkels, Piqué, Mulder, Haemhouts, Bakx (Lumu/81), Misidjan, De Groot (Wojciechowski/67), Höcher |  |
| Stadion: TATA Steel Stadion, Velsen-Zuid Toeschouwers: 2.413 Scheidsrechter: Reinier Honig |                         |           |           | Veenboer, Sari, Promes, Schenkel, Kuipers , Lettinga, Korpershoek , Brands (Karg/90), Sheotahul (Mazreku/84), Hoefdraad (Cijntje/44 ), Plat | Meul, Pereira (Guijt/77), Akouili, Swinkels, Piqué, Mulder, Haemhouts, Bakx (Lumu/81), Misidjan, De Groot (Wojciechowski/67), Höcher |  |
| Stadion: TATA Steel Stadion, Velsen-Zuid Toeschouwers: 2.413 Scheidsrechter: Reinier Honig |                         |           |           | Veenboer, Sari, Promes, Schenkel, Kuipers , Lettinga, Korpershoek , Brands (Karg/90), Sheotahul (Mazreku/84), Hoefdraad (Cijntje/44 ), Plat | Meul, Pereira (Guijt/77), Akouili, Swinkels, Piqué, Mulder, Haemhouts, Bakx (Lumu/81), Misidjan, De Groot (Wojciechowski/67), Höcher |  |
|                                                                                            |                         |           |           | | |  |

| 9 maart 2012, 20u00                                                                           | Willem II                                                              | 3-1 (2-0) | SC Veendam           | Opstelling Willem II | Opstelling SC Veendam |  |
| Stadion: Koning Willem II Stadion, Tilburg Toeschouwers: 8.900 Scheidsrechter: Jeroen Sanders | '27 Arjan Swinkels 1-0 '45/pen Marc Höcher 2-0 '79 Arjan Swinkels '3-0 |           | 3-1 Pepijn Kluin '81 | Meul, Akouili, Van der Rijt, Swinkels, Piqué, Mulder, Haemhouts (Lumu/60), Bakx (Guijt/72), Misidjan (Wojciechowski/81), De Groot, Höcher | Nienhuis, Apau , Loohuis, Vakalopoulos, Wagenaar, Lambooij, Hoxhaj , Menting, Hutten (Feenstra/90), Opoku (Kluin/74), Romann (Coppoolse/89) |  |
| Stadion: Koning Willem II Stadion, Tilburg Toeschouwers: 8.900 Scheidsrechter: Jeroen Sanders |                                                                        |           |                      | Meul, Akouili, Van der Rijt, Swinkels, Piqué, Mulder, Haemhouts (Lumu/60), Bakx (Guijt/72), Misidjan (Wojciechowski/81), De Groot, Höcher | Nienhuis, Apau , Loohuis, Vakalopoulos, Wagenaar, Lambooij, Hoxhaj , Menting, Hutten (Feenstra/90), Opoku (Kluin/74), Romann (Coppoolse/89) |  |
| Stadion: Koning Willem II Stadion, Tilburg Toeschouwers: 8.900 Scheidsrechter: Jeroen Sanders |                                                                        |           |                      | Meul, Akouili, Van der Rijt, Swinkels, Piqué, Mulder, Haemhouts (Lumu/60), Bakx (Guijt/72), Misidjan (Wojciechowski/81), De Groot, Höcher | Nienhuis, Apau , Loohuis, Vakalopoulos, Wagenaar, Lambooij, Hoxhaj , Menting, Hutten (Feenstra/90), Opoku (Kluin/74), Romann (Coppoolse/89) |  |
|                                                                                               |                                                                        |           |                      | | |  |

| 16 maart 2012, 20u00                                                                  | Go Ahead Eagles      | 1-3 (1-2) | Willem II                                                                | Opstelling Go Ahead Eagles | Opstelling Willem II |  |
| Stadion: De Adelaarshorst, Deventer Toeschouwers: 4.678 Scheidsrechter: Dennis Higler | '36/pen Joey Suk 1-1 |           | 0-1 Danny Guijt '16 1-2 Robbie Haemhouts '43/pen 1-3 Virgil Misidjan '88 | Van der Vlag, Schuurman, Kromkamp, Bus, Karami, Suk, Van den Ouweland (Wellenberg/75), Overgoor, Antonia, Kolder, Houtkoop (Fachtali/68) | Meul, Akouili , Van der Rijt, Swinkels, Pereira, Mulder (Vossebelt/81), Haemhouts, Guijt (Höcher/64), Misidjan, De Groot (Wojciechowski/87), Bakx |  |
| Stadion: De Adelaarshorst, Deventer Toeschouwers: 4.678 Scheidsrechter: Dennis Higler |                      |           |                                                                          | Van der Vlag, Schuurman, Kromkamp, Bus, Karami, Suk, Van den Ouweland (Wellenberg/75), Overgoor, Antonia, Kolder, Houtkoop (Fachtali/68) | Meul, Akouili , Van der Rijt, Swinkels, Pereira, Mulder (Vossebelt/81), Haemhouts, Guijt (Höcher/64), Misidjan, De Groot (Wojciechowski/87), Bakx |  |
| Stadion: De Adelaarshorst, Deventer Toeschouwers: 4.678 Scheidsrechter: Dennis Higler |                      |           |                                                                          | Van der Vlag, Schuurman, Kromkamp, Bus, Karami, Suk, Van den Ouweland (Wellenberg/75), Overgoor, Antonia, Kolder, Houtkoop (Fachtali/68) | Meul, Akouili , Van der Rijt, Swinkels, Pereira, Mulder (Vossebelt/81), Haemhouts, Guijt (Höcher/64), Misidjan, De Groot (Wojciechowski/87), Bakx |  |
|                                                                                       |                      |           |                                                                          | | |  |

| 23 maart 2012, 20u00                                                                                   | Willem II              | 1-1 (1-1) | FC Dordrecht        | Opstelling Willem II | Opstelling FC Dordrecht |  |
| Stadion: Koning Willem II Stadion, Tilburg Toeschouwers: 11.400 Scheidsrechter: Martin van den Kerkhof | '44 Donny de Groot 1-1 |           | 0-1 Santy Hulst '21 | Meul, Akouili, Van der Rijt, Swinkels, Piqué, Vossebelt, Haemhouts, Bakx (Guijt/77), Misidjan, De Groot (Wojciechowski/82), Höcher (Podevijn/88) | Van der Ploeg, Gielisse, Lima, Versluis , Beugelsdijk, Post, Hulst (Vlasblom/86), Rijsdijk, De Vogel (Coster/75 ), Lopes, Tano (Kousemaker/56) |  |
| Stadion: Koning Willem II Stadion, Tilburg Toeschouwers: 11.400 Scheidsrechter: Martin van den Kerkhof |                        |           |                     | Meul, Akouili, Van der Rijt, Swinkels, Piqué, Vossebelt, Haemhouts, Bakx (Guijt/77), Misidjan, De Groot (Wojciechowski/82), Höcher (Podevijn/88) | Van der Ploeg, Gielisse, Lima, Versluis , Beugelsdijk, Post, Hulst (Vlasblom/86), Rijsdijk, De Vogel (Coster/75 ), Lopes, Tano (Kousemaker/56) |  |
| Stadion: Koning Willem II Stadion, Tilburg Toeschouwers: 11.400 Scheidsrechter: Martin van den Kerkhof |                        |           |                     | Meul, Akouili, Van der Rijt, Swinkels, Piqué, Vossebelt, Haemhouts, Bakx (Guijt/77), Misidjan, De Groot (Wojciechowski/82), Höcher (Podevijn/88) | Van der Ploeg, Gielisse, Lima, Versluis , Beugelsdijk, Post, Hulst (Vlasblom/86), Rijsdijk, De Vogel (Coster/75 ), Lopes, Tano (Kousemaker/56) |  |
| |                        |           |                     | | |  |

| 30 maart 2012, 20u00                                                                    | FC Oss                     | 1-1 (0-1) | Willem II           | Opstelling FC Oss | Opstelling Willem II |  |
| Stadion: Heesen Yachts Stadion, Oss Toeschouwers: 2.316 Scheidsrechter: Maarten Ketting | '82 Marc Höcher (e.d.) 1-1 |           | 0-1 Hans Mulder '29 | Van Trier, Kaprálik, Antonio Stankov, Sumelka (Aleksandar Stankov/81), Van Muyen, Intezar, Van der Sloot, Simone, Keizer (Grootfaam/74), Bieber, Nelemans | Meul, Pereira , Van der Rijt, Swinkels, Piqué, Mulder , Haemhouts, Bakx (Podevijn/66), Misidjan (Wojciechowski/79), De Groot, Höcher |  |
| Stadion: Heesen Yachts Stadion, Oss Toeschouwers: 2.316 Scheidsrechter: Maarten Ketting |                            |           |                     | Van Trier, Kaprálik, Antonio Stankov, Sumelka (Aleksandar Stankov/81), Van Muyen, Intezar, Van der Sloot, Simone, Keizer (Grootfaam/74), Bieber, Nelemans | Meul, Pereira , Van der Rijt, Swinkels, Piqué, Mulder , Haemhouts, Bakx (Podevijn/66), Misidjan (Wojciechowski/79), De Groot, Höcher |  |
| Stadion: Heesen Yachts Stadion, Oss Toeschouwers: 2.316 Scheidsrechter: Maarten Ketting |                            |           |                     | Van Trier, Kaprálik, Antonio Stankov, Sumelka (Aleksandar Stankov/81), Van Muyen, Intezar, Van der Sloot, Simone, Keizer (Grootfaam/74), Bieber, Nelemans | Meul, Pereira , Van der Rijt, Swinkels, Piqué, Mulder , Haemhouts, Bakx (Podevijn/66), Misidjan (Wojciechowski/79), De Groot, Höcher |  |
|                                                                                         |                            |           |                     | | |  |

#### April
| 6 april 2012, 20u00                                                                            | Willem II             | 1-1 (1-1) | Fortuna Sittard          | Opstelling Willem II | Opstelling Fortuna Sittard                                                                                         |  |
| Stadion: Koning Willem II Stadion, Tilburg Toeschouwers: 13.250 Scheidsrechter: Eric Braamhaar | '12 Jens Podevijn 1-0 |           | 1-1 Rowin van Zaanen '25 | Meul, Pereira, Van der Rijt, Swinkels, Piqué, Mulder, Höcher, Haemhouts, Misidjan (Wojciechowski/83), De Groot, Podevijn (Sanusi/74) | Wintjens, Ricksen, Dreesen, Usta, Schroyen, Voorn, De Boer, Scheelen, Schreurs (Wagemakers/77), Hoesen, Van Zaanen |  |
| Stadion: Koning Willem II Stadion, Tilburg Toeschouwers: 13.250 Scheidsrechter: Eric Braamhaar |                       |           |                          | Meul, Pereira, Van der Rijt, Swinkels, Piqué, Mulder, Höcher, Haemhouts, Misidjan (Wojciechowski/83), De Groot, Podevijn (Sanusi/74) | Wintjens, Ricksen, Dreesen, Usta, Schroyen, Voorn, De Boer, Scheelen, Schreurs (Wagemakers/77), Hoesen, Van Zaanen |  |
| Stadion: Koning Willem II Stadion, Tilburg Toeschouwers: 13.250 Scheidsrechter: Eric Braamhaar |                       |           |                          | Meul, Pereira, Van der Rijt, Swinkels, Piqué, Mulder, Höcher, Haemhouts, Misidjan (Wojciechowski/83), De Groot, Podevijn (Sanusi/74) | Wintjens, Ricksen, Dreesen, Usta, Schroyen, Voorn, De Boer, Scheelen, Schreurs (Wagemakers/77), Hoesen, Van Zaanen |  |
|                                                                                                |                       |           |                          | | |  |

| 9 april 2012, 14u30                                                                         | SC Cambuur | 0-2 (0-2) | Willem II                              | Opstelling SC Cambuur | Opstelling Willem II |  |
| Stadion: Cambuurstadion, Leeuwarden Toeschouwers: 6.263 Scheidsrechter: Reinold Wiedemeijer |            |           | 0-1 Danny Guijt '3 0-2 Danny Guijt '44 | Bizot, Droste, Dijkstra (Bouwer/82), Van Boxel (Öztürk/84), Vosselman, Marco van der Heide , Dissels, El Makrini , Schepers, Barto (Weijl/46), De Leeuw | Meul, Pereira, Van der Rijt, Swinkels, Piqué, Mulder, Guijt, Haemhouts, Misidjan (Podevijn/64 ), De Groot (Wojciechowski/76), Höcher (Vossebelt/85) |  |
| Stadion: Cambuurstadion, Leeuwarden Toeschouwers: 6.263 Scheidsrechter: Reinold Wiedemeijer |            |           |                                        | Bizot, Droste, Dijkstra (Bouwer/82), Van Boxel (Öztürk/84), Vosselman, Marco van der Heide , Dissels, El Makrini , Schepers, Barto (Weijl/46), De Leeuw | Meul, Pereira, Van der Rijt, Swinkels, Piqué, Mulder, Guijt, Haemhouts, Misidjan (Podevijn/64 ), De Groot (Wojciechowski/76), Höcher (Vossebelt/85) |  |
| Stadion: Cambuurstadion, Leeuwarden Toeschouwers: 6.263 Scheidsrechter: Reinold Wiedemeijer |            |           |                                        | Bizot, Droste, Dijkstra (Bouwer/82), Van Boxel (Öztürk/84), Vosselman, Marco van der Heide , Dissels, El Makrini , Schepers, Barto (Weijl/46), De Leeuw | Meul, Pereira, Van der Rijt, Swinkels, Piqué, Mulder, Guijt, Haemhouts, Misidjan (Podevijn/64 ), De Groot (Wojciechowski/76), Höcher (Vossebelt/85) |  |
|                                                                                             |            |           |                                        | | |  |

| 13 april 2012, 20u00                                                                         | Willem II | 5-0 (3-0) | AGOVV Apeldoorn | Opstelling Willem II | Opstelling AGOVV Apeldoorn |  |
| Stadion: Koning Willem II Stadion, Tilburg Toeschouwers: 9.900 Scheidsrechter: Jeroen Abbink | '2 Virgil Misidjan 1-0 '6 Donny de Groot 2-0 '29 Danny Guijt 3-0 '77 Paweł Wojciechowski 4-0 '83 Paweł Wojciechowski 5-0 |           |                 | Meul, Pereira , Van der Rijt, Swinkels , Piqué, Mulder, Haemhouts (Sanusi/74), Guijt, Misidjan, De Groot (Wojciechowski/67), Höcher (Podevijn/63) | Oosterhof, Mondek, Tailor, Van der Kooy, Thomassen, Pinarci (Receveur/60), Schwiebbe, Kerr, Cairo, Schulmeister (Gökkaya/75), Krohne (Laghmouchi/60) |  |
| Stadion: Koning Willem II Stadion, Tilburg Toeschouwers: 9.900 Scheidsrechter: Jeroen Abbink | |           |                 | Meul, Pereira , Van der Rijt, Swinkels , Piqué, Mulder, Haemhouts (Sanusi/74), Guijt, Misidjan, De Groot (Wojciechowski/67), Höcher (Podevijn/63) | Oosterhof, Mondek, Tailor, Van der Kooy, Thomassen, Pinarci (Receveur/60), Schwiebbe, Kerr, Cairo, Schulmeister (Gökkaya/75), Krohne (Laghmouchi/60) |  |
| Stadion: Koning Willem II Stadion, Tilburg Toeschouwers: 9.900 Scheidsrechter: Jeroen Abbink | |           |                 | Meul, Pereira , Van der Rijt, Swinkels , Piqué, Mulder, Haemhouts (Sanusi/74), Guijt, Misidjan, De Groot (Wojciechowski/67), Höcher (Podevijn/63) | Oosterhof, Mondek, Tailor, Van der Kooy, Thomassen, Pinarci (Receveur/60), Schwiebbe, Kerr, Cairo, Schulmeister (Gökkaya/75), Krohne (Laghmouchi/60) |  |
|                                                                                              | |           |                 | | |  |

| 20 april 2012, 20u00                                                                       | Willem II                                                            | 3-1 (2-0) | FC Zwolle            | Opstelling Willem II | Opstelling FC Zwolle |  |
| Stadion: Koning Willem II Stadion, Tilburg Toeschouwers: 9.500 Scheidsrechter: Ruud Bossen | '9 Donny de Groot 1-0 '23 Virgil Misidjan 2-0 '87 Arjan Swinkels 3-1 |           | 2-1 Jesper Drost '64 | Meul, Pereira, Van der Rijt, Swinkels, Piqué, Vossebelt, Guijt, Haemhouts, Misidjan (Lumu/69), De Groot (Wojciechowski/80), Podevijn (Sanusi/51) | Ter Wielen, Van Polen, Aafjes (Saymak/77), Lachman, Van Hintum, Achenteh, Pot, Slot, Drost, Van den Berg (Ter Heide/46), Maachi (Hiwat/77) |  |
| Stadion: Koning Willem II Stadion, Tilburg Toeschouwers: 9.500 Scheidsrechter: Ruud Bossen |                                                                      |           |                      | Meul, Pereira, Van der Rijt, Swinkels, Piqué, Vossebelt, Guijt, Haemhouts, Misidjan (Lumu/69), De Groot (Wojciechowski/80), Podevijn (Sanusi/51) | Ter Wielen, Van Polen, Aafjes (Saymak/77), Lachman, Van Hintum, Achenteh, Pot, Slot, Drost, Van den Berg (Ter Heide/46), Maachi (Hiwat/77) |  |
| Stadion: Koning Willem II Stadion, Tilburg Toeschouwers: 9.500 Scheidsrechter: Ruud Bossen |                                                                      |           |                      | Meul, Pereira, Van der Rijt, Swinkels, Piqué, Vossebelt, Guijt, Haemhouts, Misidjan (Lumu/69), De Groot (Wojciechowski/80), Podevijn (Sanusi/51) | Ter Wielen, Van Polen, Aafjes (Saymak/77), Lachman, Van Hintum, Achenteh, Pot, Slot, Drost, Van den Berg (Ter Heide/46), Maachi (Hiwat/77) |  |
|                                                                                            |                                                                      |           |                      | | |  |

| 27 april 2012, 14u30                                                                               | Almere City FC          | 1-4 (0-2) | Willem II                                                                                    | Opstelling Almere City FC | Opstelling Willem II |  |
| Stadion: Mitsubishi Forklift-Stadion, Almere Toeschouwers: 2.143 Scheidsrechter: Merlijn Gerritsen | '51 Rihairo Meulens 1-2 |           | 0-1 Virgil Misidjan '29 0-2 Niek Vossebelt '37 1-3 Virgil Misidjan '57 1-4 Marc Höcher '90+4 | Friebel, Malone, Hollart, Toet, Resodihardjo, Burgzorg, Worms (Kappenberg/70), Nijholt, Sluijter, Serrarens (Öztürk/79), Rosheuvel (Meulens/46) | Meul, Pereira (Akouili/57), Van der Rijt , Swinkels, Piqué, Vossebelt, Guijt, Haemhouts, Misidjan, De Groot (Wojciechowski/77), Podevijn (Höcher/46) |  |
| Stadion: Mitsubishi Forklift-Stadion, Almere Toeschouwers: 2.143 Scheidsrechter: Merlijn Gerritsen |                         |           |                                                                                              | Friebel, Malone, Hollart, Toet, Resodihardjo, Burgzorg, Worms (Kappenberg/70), Nijholt, Sluijter, Serrarens (Öztürk/79), Rosheuvel (Meulens/46) | Meul, Pereira (Akouili/57), Van der Rijt , Swinkels, Piqué, Vossebelt, Guijt, Haemhouts, Misidjan, De Groot (Wojciechowski/77), Podevijn (Höcher/46) |  |
| Stadion: Mitsubishi Forklift-Stadion, Almere Toeschouwers: 2.143 Scheidsrechter: Merlijn Gerritsen |                         |           |                                                                                              | Friebel, Malone, Hollart, Toet, Resodihardjo, Burgzorg, Worms (Kappenberg/70), Nijholt, Sluijter, Serrarens (Öztürk/79), Rosheuvel (Meulens/46) | Meul, Pereira (Akouili/57), Van der Rijt , Swinkels, Piqué, Vossebelt, Guijt, Haemhouts, Misidjan, De Groot (Wojciechowski/77), Podevijn (Höcher/46) |  |
| |                         |           |                                                                                              | | |  |

#### Play-offs

##### Halve finale
| 10 mei 2012, 20u00                                                                             | Willem II                                     | 2-1 (2-1) | Sparta Rotterdam       | Opstelling Willem II | Opstelling Sparta Rotterdam |  |
| Stadion: Koning Willem II Stadion, Tilburg Toeschouwers: 10.150 Scheidsrechter: Pol van Boekel | '38 Arjan Swinkels 1-1 '40 Donny de Groot 2-1 |           | 0-1 Jaime Bruinier '15 | Meul, Pereira (Akouili/28), Van der Rijt, Swinkels, Piqué, Vossebelt (Ippel/73), Haemhouts , Guijt , Misidjan , De Groot, Höcher (Podevijn/81) | Pellatz, Dijkhuizen , Luirink, Jeroen Veldmate, Slijngard, Bruinier (Rutjes/37), Nieuwendaal, De Roon, Bel Hassani (Bilate/61), Bokila, Mark Veldmate (Varela/76 ) |  |
| Stadion: Koning Willem II Stadion, Tilburg Toeschouwers: 10.150 Scheidsrechter: Pol van Boekel |                                               |           |                        | Meul, Pereira (Akouili/28), Van der Rijt, Swinkels, Piqué, Vossebelt (Ippel/73), Haemhouts , Guijt , Misidjan , De Groot, Höcher (Podevijn/81) | Pellatz, Dijkhuizen , Luirink, Jeroen Veldmate, Slijngard, Bruinier (Rutjes/37), Nieuwendaal, De Roon, Bel Hassani (Bilate/61), Bokila, Mark Veldmate (Varela/76 ) |  |
| Stadion: Koning Willem II Stadion, Tilburg Toeschouwers: 10.150 Scheidsrechter: Pol van Boekel |                                               |           |                        | Meul, Pereira (Akouili/28), Van der Rijt, Swinkels, Piqué, Vossebelt (Ippel/73), Haemhouts , Guijt , Misidjan , De Groot, Höcher (Podevijn/81) | Pellatz, Dijkhuizen , Luirink, Jeroen Veldmate, Slijngard, Bruinier (Rutjes/37), Nieuwendaal, De Roon, Bel Hassani (Bilate/61), Bokila, Mark Veldmate (Varela/76 ) |  |
|                                                                                                |                                               |           |                        | | |  |

| 13 mei 2012, 14u30                                                         | Sparta Rotterdam           | 1-1 (0-1) | Willem II          | Opstelling Sparta Rotterdam | Opstelling Willem II |  |
| Stadion: Sparta-Stadion Het Kasteel, Rotterdam Scheidsrechter: Bas Nijhuis | '58 Iliass Bel Hassani 1-1 |           | 0-1 Marc Höcher '7 | Pellatz, Dijkhuizen, Jeroen Veldmate, Luirink, Slijngard, De Roon, Nieuwendaal , Bilate (Godee/71), Mark Veldmate (Calabro/46), Bokila , Bel Hassani | Meul , Pereira (Akouili/73), Van der Rijt, Swinkels, Piqué (Podevijn/90), Vossebelt , Haemhouts, Guijt, Misidjan, De Groot (Wojciechowski/61), Höcher |  |
| Stadion: Sparta-Stadion Het Kasteel, Rotterdam Scheidsrechter: Bas Nijhuis |                            |           |                    | Pellatz, Dijkhuizen, Jeroen Veldmate, Luirink, Slijngard, De Roon, Nieuwendaal , Bilate (Godee/71), Mark Veldmate (Calabro/46), Bokila , Bel Hassani | Meul , Pereira (Akouili/73), Van der Rijt, Swinkels, Piqué (Podevijn/90), Vossebelt , Haemhouts, Guijt, Misidjan, De Groot (Wojciechowski/61), Höcher |  |
| Stadion: Sparta-Stadion Het Kasteel, Rotterdam Scheidsrechter: Bas Nijhuis |                            |           |                    | Pellatz, Dijkhuizen, Jeroen Veldmate, Luirink, Slijngard, De Roon, Nieuwendaal , Bilate (Godee/71), Mark Veldmate (Calabro/46), Bokila , Bel Hassani | Meul , Pereira (Akouili/73), Van der Rijt, Swinkels, Piqué (Podevijn/90), Vossebelt , Haemhouts, Guijt, Misidjan, De Groot (Wojciechowski/61), Höcher |  |
|                                                                            |                            |           |                    | | |  |

##### Finale
| 17 mei 2012, 12u30                                                                                   | FC Den Bosch | 0-0 | Willem II | Opstelling FC Den Bosch | Opstelling Willem II                                                                                             |  |
| Stadion: Stadion De Vliert, 's-Hertogenbosch Toeschouwers: 7.966 Scheidsrechter: Reinold Wiedemeijer |              |     |           | Begois, Buitenhuis, Hofstede, Van Dinter, Brock, Van Brakel , Van Moorsel, Van den Broek, Reniers, T. van Weert (Seuntjens/76), Verbeek | Meul, Pereira, Van der Rijt, Swinkels, Piqué, Ippel, Haemhouts , Guijt, Misidjan, De Groot, Höcher (Podevijn/85) |  |
| Stadion: Stadion De Vliert, 's-Hertogenbosch Toeschouwers: 7.966 Scheidsrechter: Reinold Wiedemeijer |              |     |           | Begois, Buitenhuis, Hofstede, Van Dinter, Brock, Van Brakel , Van Moorsel, Van den Broek, Reniers, T. van Weert (Seuntjens/76), Verbeek | Meul, Pereira, Van der Rijt, Swinkels, Piqué, Ippel, Haemhouts , Guijt, Misidjan, De Groot, Höcher (Podevijn/85) |  |
| Stadion: Stadion De Vliert, 's-Hertogenbosch Toeschouwers: 7.966 Scheidsrechter: Reinold Wiedemeijer |              |     |           | Begois, Buitenhuis, Hofstede, Van Dinter, Brock, Van Brakel , Van Moorsel, Van den Broek, Reniers, T. van Weert (Seuntjens/76), Verbeek | Meul, Pereira, Van der Rijt, Swinkels, Piqué, Ippel, Haemhouts , Guijt, Misidjan, De Groot, Höcher (Podevijn/85) |  |
| |              |     |           | | |  |

| 20 mei 2012, 12u30                                                                               | Willem II                                 | 2-1 (1-0) | FC Den Bosch              | Opstelling Willem II | Opstelling FC Den Bosch |  |
| Stadion: Koning Willem II Stadion, Tilburg Toeschouwers: 14.700 Scheidsrechter: Richard Liesveld | '17 Marc Höcher 1-0 '79 Jens Podevijn 2-0 |           | 2-1 Bart van Brakel '90+3 | Meul, Pereira , Van der Rijt, Swinkels, Piqué, Vossebelt (Mulder/62), Haemhouts, Guijt (Podevijn/75 ), Misidjan , De Groot, Höcher (Akouili/90) | Begois, Buitenhuis, Van Dinter, Hofstede , Brock (De Looijer/28), Van Brakel, Van Moorsel, Van den Broek, Reniers (Vlug/62 ), T. van Weert, Verbeek (Seuntjens/53 ) |  |
| Stadion: Koning Willem II Stadion, Tilburg Toeschouwers: 14.700 Scheidsrechter: Richard Liesveld |                                           |           |                           | Meul, Pereira , Van der Rijt, Swinkels, Piqué, Vossebelt (Mulder/62), Haemhouts, Guijt (Podevijn/75 ), Misidjan , De Groot, Höcher (Akouili/90) | Begois, Buitenhuis, Van Dinter, Hofstede , Brock (De Looijer/28), Van Brakel, Van Moorsel, Van den Broek, Reniers (Vlug/62 ), T. van Weert, Verbeek (Seuntjens/53 ) |  |
| Stadion: Koning Willem II Stadion, Tilburg Toeschouwers: 14.700 Scheidsrechter: Richard Liesveld |                                           |           |                           | Meul, Pereira , Van der Rijt, Swinkels, Piqué, Vossebelt (Mulder/62), Haemhouts, Guijt (Podevijn/75 ), Misidjan , De Groot, Höcher (Akouili/90) | Begois, Buitenhuis, Van Dinter, Hofstede , Brock (De Looijer/28), Van Brakel, Van Moorsel, Van den Broek, Reniers (Vlug/62 ), T. van Weert, Verbeek (Seuntjens/53 ) |  |
|                                                                                                  |                                           |           |                           | | |  |

### KNVB Beker

#### 2e Ronde
| 20 september 2011, 20u00                                                                 | Harkemase Boys                                                                                 | 4-2 n.v. (2-2, 0-1) | Willem II                                       | Opstelling Harkemase Boys | Opstelling Willem II |  |
| Stadion: Sportpark De Bosk, Harkema Toeschouwers: 1.500 Scheidsrechter: Rutger Bekebrede | '87 Rob van Bunderen 1-2 '90 Erdem Yeni 2-2 '100 Oebele Schokker 3-2 '120 Rob van Bunderen 4-2 |                     | 0-1 Danny Schreurs '43 0-2 Rowin van Zaanen '80 | De Vries, Bergsma, Werkman, Slager, Bischop, Yeni , Schokker, Van Wijk (De Jong/97), Eleveld (Van Bunderen /27), Van der Meulen, Van der Weij (Fellinga/73) | Christianen, Gravenbeek, Vossebelt , Swinkels , Piqué, Pereira, Mulder , Haemhouts, Schreurs (Guijt/80), De Groot (Janga/41), Kolkka (Van Zaanen/63) |  |
| Stadion: Sportpark De Bosk, Harkema Toeschouwers: 1.500 Scheidsrechter: Rutger Bekebrede |                                                                                                |                     |                                                 | De Vries, Bergsma, Werkman, Slager, Bischop, Yeni , Schokker, Van Wijk (De Jong/97), Eleveld (Van Bunderen /27), Van der Meulen, Van der Weij (Fellinga/73) | Christianen, Gravenbeek, Vossebelt , Swinkels , Piqué, Pereira, Mulder , Haemhouts, Schreurs (Guijt/80), De Groot (Janga/41), Kolkka (Van Zaanen/63) |  |
| Stadion: Sportpark De Bosk, Harkema Toeschouwers: 1.500 Scheidsrechter: Rutger Bekebrede |                                                                                                |                     |                                                 | De Vries, Bergsma, Werkman, Slager, Bischop, Yeni , Schokker, Van Wijk (De Jong/97), Eleveld (Van Bunderen /27), Van der Meulen, Van der Weij (Fellinga/73) | Christianen, Gravenbeek, Vossebelt , Swinkels , Piqué, Pereira, Mulder , Haemhouts, Schreurs (Guijt/80), De Groot (Janga/41), Kolkka (Van Zaanen/63) |  |
|                                                                                          |                                                                                                |                     |                                                 | | |  |

AGOVV Apeldoorn ·
Almere City ·
SC Cambuur ·
FC Den Bosch ·
FC Dordrecht ·
FC Eindhoven ·
FC Emmen ·
Fortuna Sittard ·
Go Ahead Eagles ·
Helmond Sport ·
MVV Maastricht ·
Sparta Rotterdam ·
Telstar ·
FC Oss ·
SC Veendam ·
FC Volendam ·
Willem II ·
FC Zwolle